# Ruhla
Ruhla ist eine Bergstadt in Westthüringen zwischen Eisenach und Schmalkalden. Der staatlich anerkannte Erholungsort liegt auf einer Höhe von 440 bis 530 Metern an der Nordseite des Thüringer Waldes am Rennsteig. Zur Stadt Ruhla gehören die Ortsteile Thal und Kittelsthal. Mit beiden Ortsteilen hatte die Stadt Ende 2022 knapp 5300 Einwohner auf einer Fläche von 38,51 Quadratkilometern. Gemeinsam mit Seebach, wo Ruhla als erfüllende Gemeinde dient, zählt der Zusammenschluss etwa 7000 Einwohner.
Der Name Ruhla soll von dem durch den oberen Ortsteil fließenden Bach Rolla (abgeleitet von Geröll) hergeleitet sein. Die Rolla mündet in den Erbstrom, Namensgeber des Erbstromtals. In dieses Mittelgebirgskerbtal ist Ruhla eingebettet.
Die 1355 erstmals schriftlich erwähnte Stadt erlangte Bekanntheit als Industrie- und Uhrenstadt, ist heute aber mehr touristisch geprägt. Dazu trägt der Park mini-a-thür bei, welcher Modelle von über 100 Sehenswürdigkeiten Thüringens zeigt. Mit der Kirche St. Concordia befindet sich in Ruhla die einzige Winkelkirche Deutschlands, welche sich noch im ursprünglichen Bauzustand befindet.

## Geografie

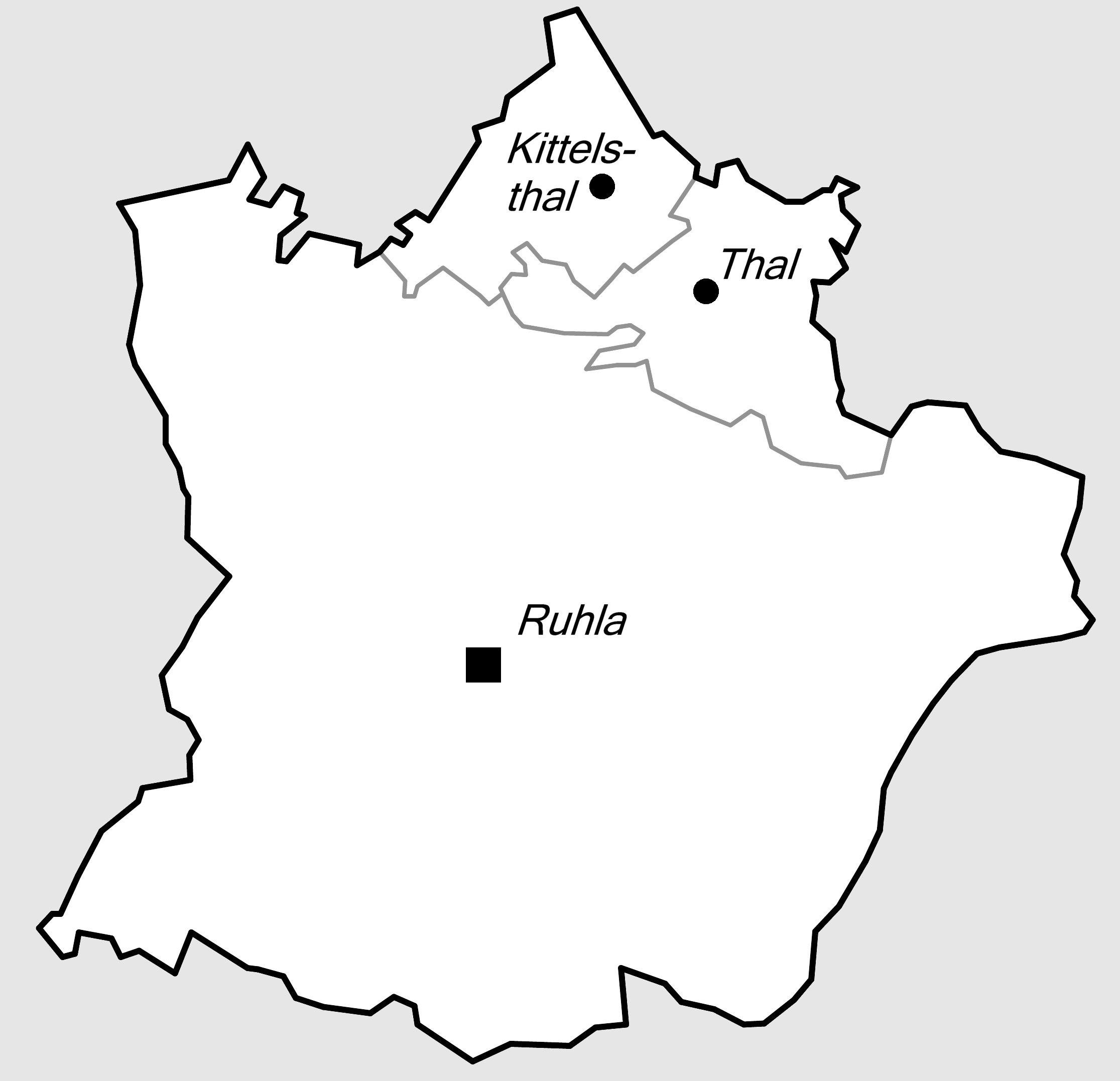
Stadtgliederung

### Geografische Lage
Die Stadt Ruhla liegt im Westen des Landes Thüringen. Circa 50 Kilometer Luftlinie trennen das Ortszentrum von der Landeshauptstadt Erfurt. Das 38,51 Quadratkilometer große Stadtgebiet befindet sich südöstlich von Eisenach am östlichen Rand des Wartburgkreises.
An das Stadtgebiet von Ruhla grenzt im Norden die Gemeinde Wutha-Farnroda. Im Nordosten liegen Seebach sowie Hörselberg-Hainich, westlich Etterwinden und Marksuhl. Der Ortsteil Winterstein der Stadt Waltershausen ist sechs Kilometer in Richtung Osten entfernt, circa sieben Kilometer weiter liegt Waltershausen. In südwestlicher Richtung liegt die Kreisstadt Bad Salzungen (13 Kilometer). Schweina und Bad Liebenstein (8 Kilometer) befinden sich im Süden von Ruhla, Brotterode-Trusetal im Südosten. Etwa zehn Kilometer in Richtung Nordwesten liegt Eisenach.
Zur Stadt Ruhla gehören die Ortsteile Thal und Kittelsthal, die 1994 eingemeindet wurden. Ruhla ist seit 2006 erfüllende Gemeinde für Seebach.

### Geologie und Vegetation

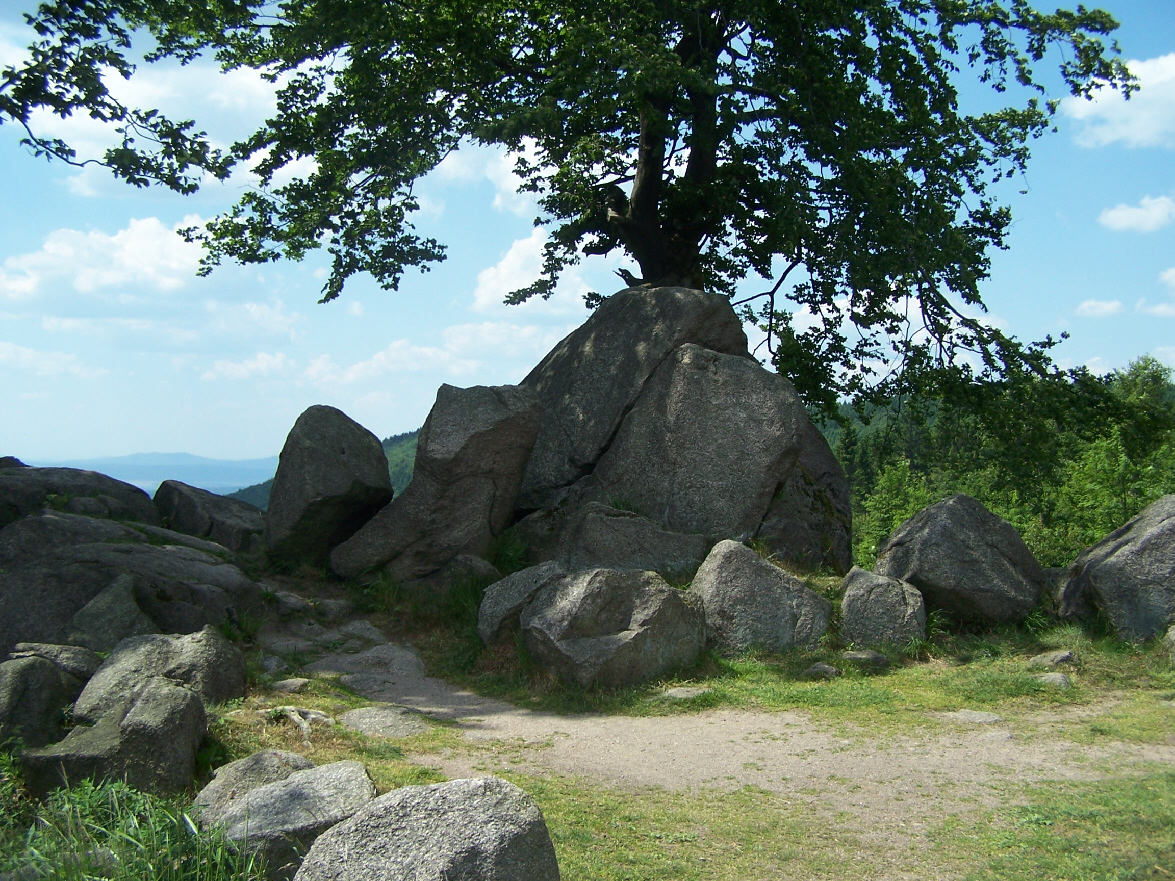
Ruhlaer Granit am Glöckner

Die Umgebung der Stadt Ruhla ist in geologischer Hinsicht sehr vielfältig und gehört zu den am besten untersuchten Gebieten Deutschlands. Die ältesten anstehenden Gesteine sind kristalline Schiefer (Glimmerschiefer, Phyllit, Gneise, Amphibolit). In anderen Gegenden befinden sich diese in etwa 1000 Meter Tiefe, in Ruhla liegen sie durch Gebirgshebungen und Abtragung an der Oberfläche. Hohe Berge, wie der Breitenberg und der Ringberg, bestehen aus solchen kristallinen Schiefern, die vorwiegend im Norden Ruhlas zu finden sind. An das Kristallingebiet schließt sich vor Thal in nördlicher Richtung ein unterschiedlich breites Zechsteinband an.
Porphyre bilden westlich und östlich von Ruhla als Ergussgesteine hohe Kuppen wie die Kahle Koppe im Osten und den Kissel im Westen. Sowohl im Porphyr als auch in den kristallinen Schiefern gibt es V-Täler mit steil abfallenden Hängen ohne breite Talsohle.
Südwestlich von Ruhla befindet sich Ruhlaer Granit mit Blockfeldern und Einzelblöcken (zum Beispiel am Gerberstein). Diese haben einen höheren Quarzanteil und sind damit härter. Die Täler sind Muldentäler, da der Granit grusig verwittert und seine Verwitterungsprodukte leicht abzutransportieren sind. An das Granitgebiet schließt sich in südlicher Richtung bei Steinbach/Altenstein ein unterschiedlich breites Zechsteinband an. Mit dem Abbau von Eisenerz und dessen Verhüttung war die Grundlage für die Besiedlung des Ruhlaer Raums gegeben.
Knapp die Hälfte des gesamten Waldgebietes um Ruhla besteht aus Fichten, den zweitgrößten Anteil hat der reine Buchenwald. Oberhalb von 700 Metern befinden sich fast ausschließlich Fichten, deren Monokultur zur Bodenverarmung führt. In Lichtungen wachsen vereinzelt Ahorne, Eschen und Birken. Insgesamt ist der Mischwaldanteil sehr gering. Bis vor etwa 250 Jahren gab es reine Laubwälder (vorwiegend Buchen).

### Berge und Fließgewässer

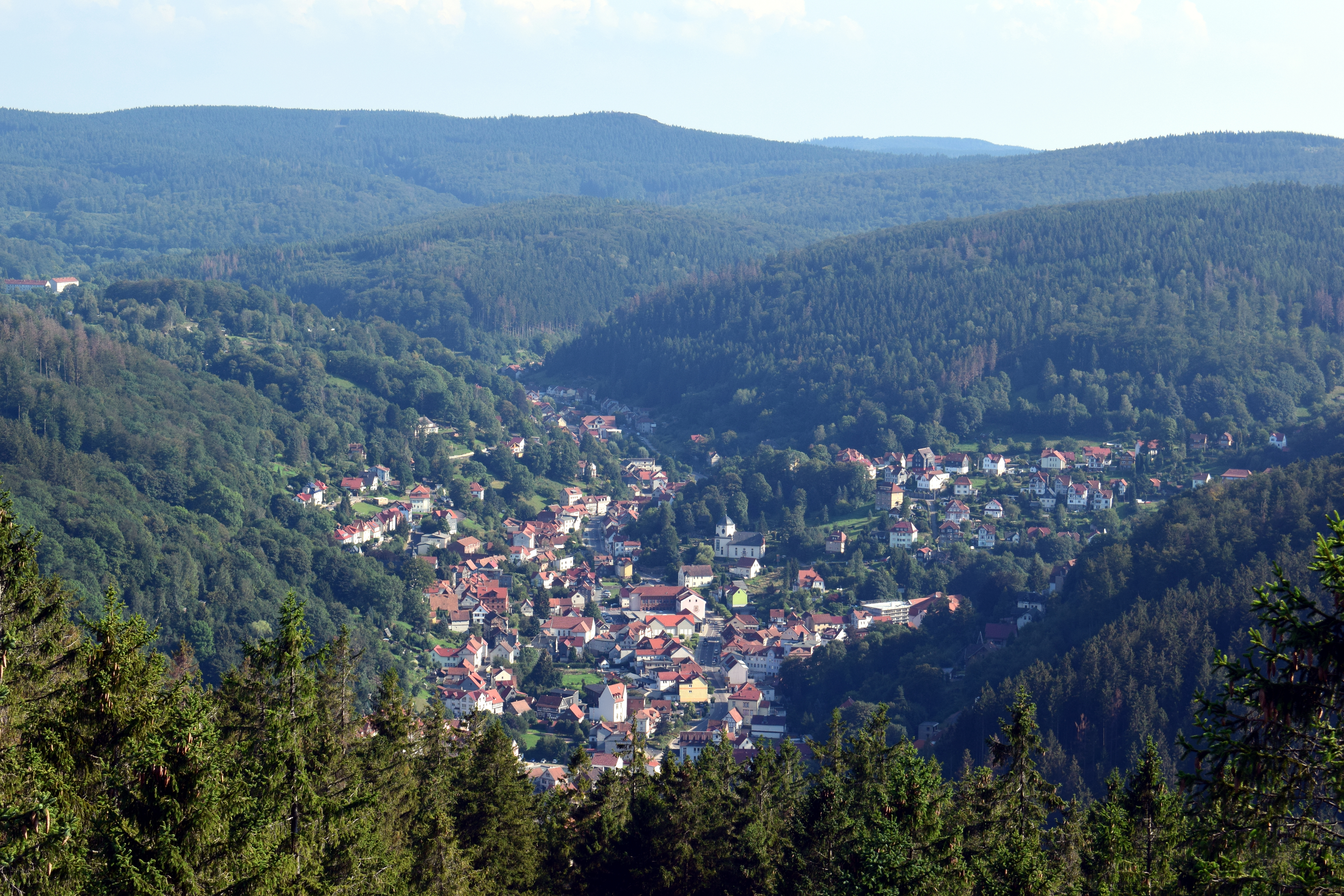
Blick auf Ruhlas Stadtzentrum vom Carl-Alexander-Turm

Die Landschaft Ruhlas ist von zahlreichen Bergen geprägt, hierzu zählen: Gerberstein (728,5 m ü. NN), Birkenheide (717,3 m ü. NN), Breitenberg (697,5 m ü. NN), Kahle Koppe (690,1 m ü. NN), Ringberg (638,9 m ü. NN), Bermer (598,6 m ü. NN), Todte Mann (582,2 m ü. NN), Großer Wartberg (567,7 m ü. NN), Gollertskopf (559,3 m ü. NN), Meisenstein (558,7 m ü. NN), Spitziger Stein (455,5 m ü. NN) und der Scharfenberg (396,1 m ü. NN). Durch die beengte Tallage dehnt sich die Stadt auf mehr als 5 Kilometer aus. Die Anfänge von sechs Nebentälern sind in die Siedlungsfläche einbezogen. Die westlichen und südlichen Seitentäler ziehen sich mit meist mäßiger Steigung bis zum Rennsteig hinauf.
Durch Ruhla fließt der Erbstrom, seine Quelle liegt südöstlich des Ortes. Er vereinigt sich in der Nähe des Stadions mit dem Rinnsal Kalter Rümpler und nimmt im weiteren Verlauf die Rolla, den Namensgeber der Stadt auf. Der Erbstrom fließt weiter durch Thal und mündet in Wutha-Farnroda in die Hörsel.

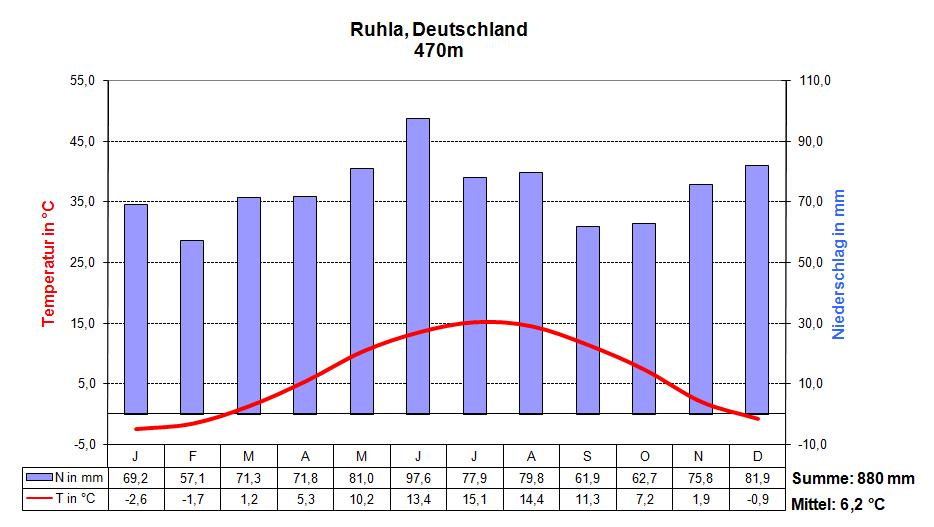
Klimadiagramm

### Klima
Klimatisch lässt sich Ruhla dem deutschen Mittelgebirgsklima zuordnen. Der Jahresniederschlag liegt im Mittel bei 890 Millimeter. Am stärksten regnet es im Juni, meist sind es intensive Gewitterregen, der niederschlagsärmste Monat ist der Februar. Der Rennsteig gilt als Wetterscheide.
Die klimatischen Verhältnisse innerhalb des Stadtgebietes von Ruhla sind, bedingt durch die Höhenlagen, die Geländetopographie und die vorherrschenden westlichen Luftströmungen sehr unterschiedlich ausgeprägt. In den Kammlagen am Rennsteig wurden noch in den 1960er Jahren im Mittel an 180 Tagen eine Schneedecke beobachtet (vom 4. November bis 2. Mai). Der phänologische Frühling beginnt verhältnismäßig spät. Im Stadtgebiet Ruhlas treten verstärkt lokalklimatische Effekte auf (z. B. Nebelbänke), die das jeweilige Wetter variieren lassen, hierfür sind wind- und sonnenexponierte Lagen, Kaltluftansammlungen in den engen Talabschnitten und andere Effekte verantwortlich. Die Jahresdurchschnittstemperatur beträgt 7,5 °C, am wärmsten ist es im Juli (16 °C) und am kältesten im Januar (−1 °C).
In Ruhla befindet sich in einer Höhe von 430 Metern seit dem 17. Mai 2006 eine Beobachtungsstation des privaten Wetterdienstes Meteomedia. Seit Dezember 2007 erfolgt aus deren Beobachtungen die tägliche Wettervorhersage für Ruhla.

## Geschichte

### Stadtgeschichte

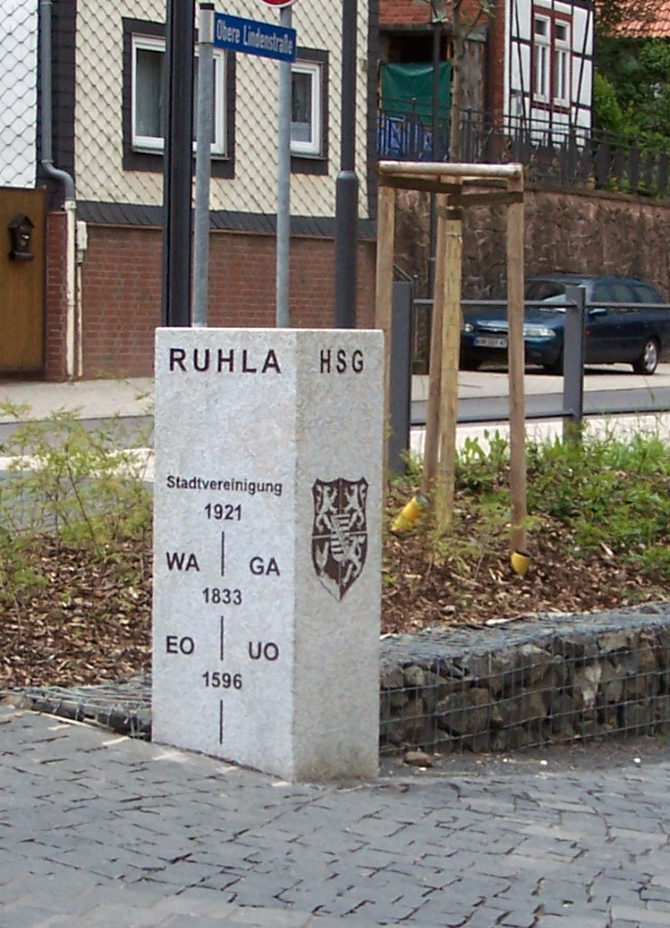
Gedenkstein zur Ruhlaer Teilung

Um das Jahr 1355 wurde Ruhla erstmals erwähnt, in einem Erbbuch der Grafschaft Henneberg. Im Jahre 2005 feierte die Uhrenstadt das 650-jährige Jubiläum. Erste Ansiedlungen im Stadtgebiet gab es vermutlich bereits in der Jungsteinzeit oder der Bronzezeit, darauf lassen vereinzelte Bodenfunde schließen.
Spätestens im 10. Jahrhundert drangen Wanderschmiede in die heutige Ruhlaer Gegend vor, um saisonal das vorhandene Eisenerz abzubauen. Die ersten Siedler machten sich etwa drei Jahrhunderte später entlang des Gebirgskammes Rennsteig sesshaft. Sie waren auf der Suche nach obertägigen Erzen und verarbeiteten diese vor Ort in Waldschmieden; sie waren zugleich Bergleute, Köhler und Schmiede.
Die ersten Siedlungsplätze, die Wüstungen Glasbach und Alte Ruhl, befanden sich in der Nähe des Rennsteigs. Die Waldschmiede verwendeten den Rennofen zur Gewinnung von Eisen und nutzten die in der Natur reichlich vorhandenen Rohstoffe Eisenerz und Holz, das sie zu Holzkohle verarbeiteten. Die Landgrafen Thüringens förderten die Fertigung von Werkzeugen und Waffen. Der starke Holzverbrauch durch Bergbau und Köhlerei drängte den Wald zurück, die Flächen wurden von zuwandernden Bauern und Hirten für die Weidewirtschaft hergerichtet. Im Talgrund entstanden entlang der wasserreichen Rolla zahlreiche Schmelzhütten, Hammerwerke und Schleifmühlen, zugleich entwickelten sich in der heutigen Ortslage ein erstes Straßennetz und eine dauerhafte Siedlung.
Nach dem Verfall des Waffenschmiedehandwerks um 1530 verlegten sich viele Einwohner auf die Herstellung von Messerwaren. Aus dieser Zeit stammt die Sage vom Schmied von Ruhla.
Ruhla war von 1563 bis 1686 von Hexenverfolgung betroffen. Neun Frauen gerieten in Hexenprozesse, drei wurden hingerichtet, eine starb unter der Folter.
Im 18. Jahrhundert hatte das Kur- und Badewesen in Thüringen eine erste Blüte. Ab 1756 wurde das sanierte herzoglich-weimarische Forsthaus in Ruhla in den Sommermonaten als Kur- und Badeanlage eingerichtet. Später boten private Vermieter und Gasthäuser Quartiere für Kurgäste an und Ruhla entwickelte sich zu einem bekannten Badeort. Nach der Erschließung weiterer Quellen kamen um 1850 etwa 500 bis 600 Gäste pro Saison in das Kurbad.
Ein wesentliches Ereignis in der Ortsgeschichte war die Ruhlaer Teilung. Hierbei handelte es sich um zeitweilige territoriale Veränderungen, welche die wirtschaftliche Entwicklung und das Zusammenleben der Bevölkerungsteile stark beeinflussten und der Grund dafür waren, dass sich zwei evangelische Kirchen im Ort befinden. Erst 1920/1921 kam es mit der Bildung des Landes Thüringen zur Vereinigung der beiden Verwaltungsgebiete.

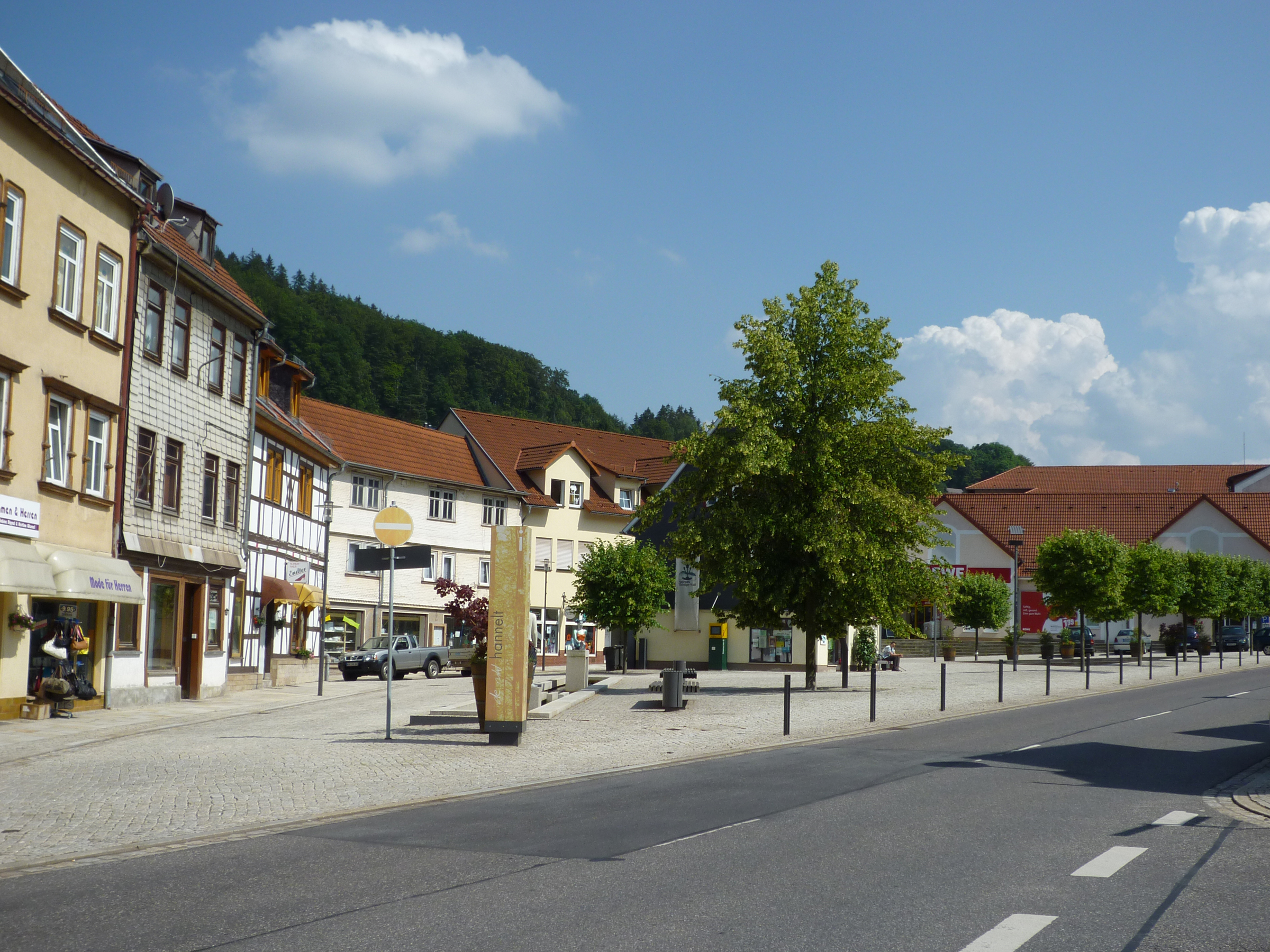
Der Neue Markt

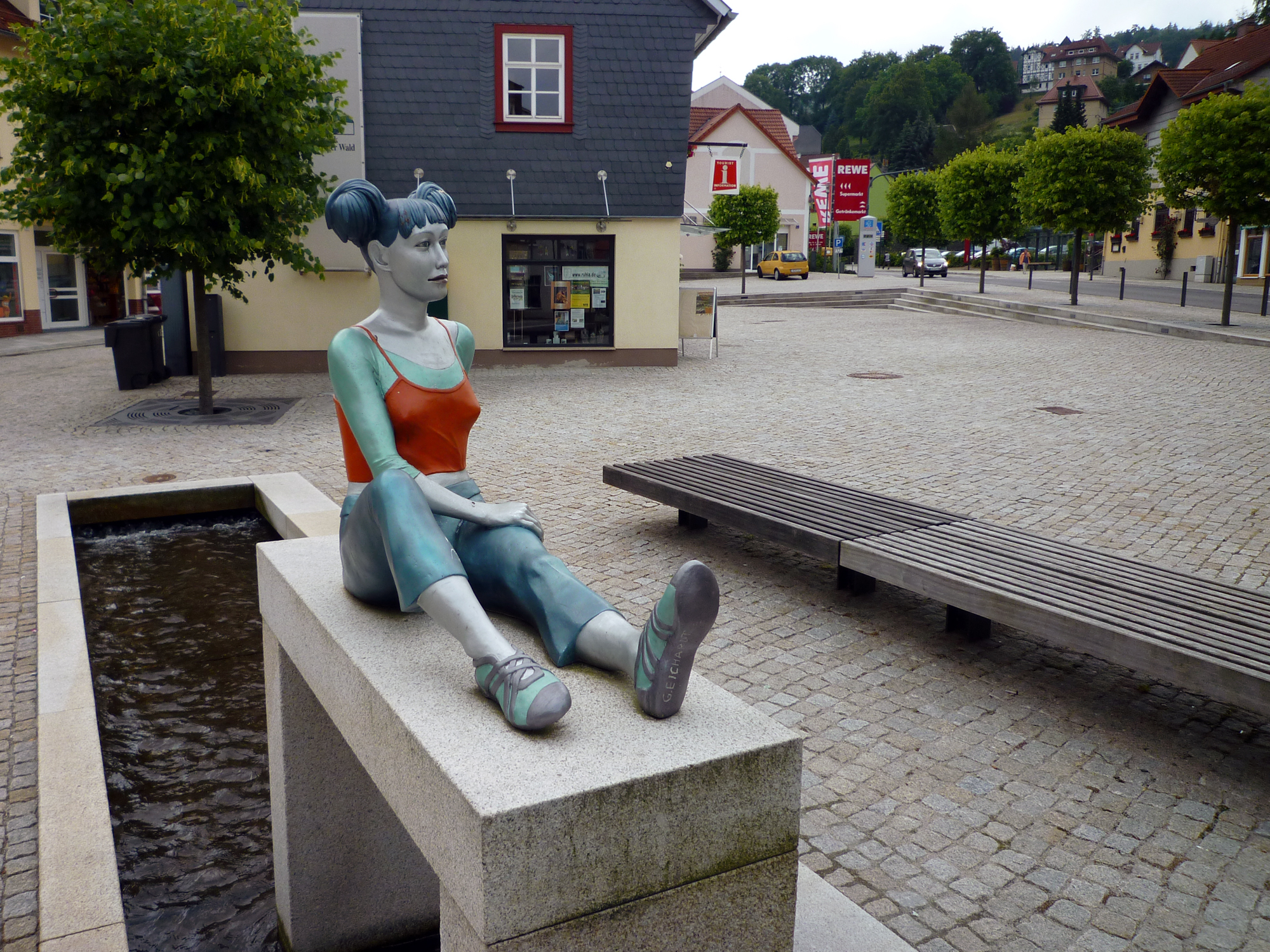
Eine der beiden Figuren am Marktplatz von Gisela Eichardt

Im ausklingenden 19. Jahrhundert wurde die Ruhlaer Taschenuhr Fearless entwickelt. Nachdem sie zunächst vorrangig in die USA exportiert worden war, wurde sie seit 1890 in Serie produziert. Die vom Volksmund scherzhaft Rühler Kartoffel genannte Taschenuhr war die erste maschinell hergestellte Uhr und konnte deshalb bedeutend preiswerter als die in Uhrmanufakturen produzierten Uhrwerke angeboten werden.
Das Stadtrecht bekam Ruhla 1896 zugesprochen.
Im Ersten und Zweiten Weltkrieg wurde in Ruhla sehr viel für die Rüstung gefertigt. Im größten Betrieb des Ortes, der Uhren- und Maschinenfabrik Gebrüder Thiel, mussten im Zweiten Weltkrieg über 730 Frauen und Männer als sogenannte Ostarbeiter sowie viele Kriegsgefangene aus Frankreich und Militärinternierte aus Italien Zwangsarbeit leisten. Der Betrieb erhielt vom damaligen Amt für Schönheit der Arbeit den Ehrentitel: Nationalsozialistischer Musterbetrieb. In der Firma C. & F. Schlothauer waren mehr als 1000, in weiteren acht Firmen mehr als 550 Zwangsarbeiter eingesetzt. An die Opfer, zu denen fünf Frauen und sechs Kleinkinder gehörten, erinnern 19 Gräber auf dem Trinitatis-Friedhof.
Im Zweiten Weltkrieg wurde Ruhla nicht bombardiert. Aufgrund von Luftkämpfen über dem Stadtgebiet und dabei abgeschossenen Flugzeugen hatte Ruhla dennoch einige Todesopfer und Zerstörungen zu verzeichnen. Im April 1945 beschoss US-amerikanische Artillerie den Ort und zerstörte dabei das Dach und Kirchenschiff von St. Trinitatis, der Wiederaufbau dauerte fünf Jahre.
Da Ruhla aus der Luft betrachtet etwas versteckt im Tal eingeengt liegt und damals über einen Kopfbahnhof verfügte, war der Salonwagen von Compiégne, der Unterzeichnungsort der Waffenstillstände zwischen Deutschland und Frankreich, von Ende 1944 bis März 1945 in Ruhla versteckt und ständig bewacht.
Nach der Besetzung Thüringens durch die Sowjetische Militäradministration Thüringen (SMATH) unter General Wassili I. Tschuikow sorgte sich die Ruhlaer Bevölkerung, die zum großen Teil aus Fabrikarbeitern und Handwerkern bestand, um den Fortbestand ihrer Arbeitsplätze. Die Rüstungsbetriebe sollten nach dem Viermächteabkommen zerschlagen werden, was in der SBZ meist die Demontage und Translozierung in die Sowjetunion bedeutete. Es gelang jedoch, die Ruhlaer Industriebetriebe weitgehend zu erhalten. Es wurde nach NS-Funktionären und Kriegsverbrechern gesucht und in mehreren Wellen erfolgten „Säuberungen“ in der Verwaltung oder in den Schulen. Viele Bewohner setzten sich in die Westzonen ab.
Mit der deutschen Teilung endeten die privaten Reisemöglichkeiten in die Bundesrepublik Deutschland. Daher mussten Urlaubsmöglichkeiten im eigenen Bereich geschaffen werden, dazu entstanden in Ruhla das Bungalowdorf mit Campingplatz Alte Ruhl und betriebseigene Kinderferienlager. Ende der 1960er Jahre begann der Auf- und Ausbau der genossenschaftlich verwalteten Wohngebiete Krümme im Süden der Stadt und in Thal Am Rögis. Der Erhaltungszustand der privaten Häuser verschlechterte sich.
Mit der Einstellung der Ruhlaer Bahnverbindung erhielt der Busverkehr eine zentrale Bedeutung, der ehemalige Ruhlaer Bahnhof wurde zum Zentralen Busbahnhof. Täglich pendelten etwa 5000 Werktätige aus dem Umkreis von etwa 30 Kilometern nach Ruhla.
Das Stadtgebiet Ruhlas dehnte sich im Jahre 1994 durch die Eingemeindung der Orte Thal und Kittelsthal auf 38,5 Quadratkilometer aus.
Etwa seit 1995 wurden alte Fabrikgebäude abgerissen und die Flächen für den Tourismus umstrukturiert. Nach der Wende hat sich Ruhla von einer Industrie- zu einer Tourismusstadt gewandelt, dazu tragen zahlreiche neu angelegte Parks (wie mini-a-thür) und die Neugestaltung der Flächen im Ortskern sowie die Schaffung neuer Freizeitangebote (beispielsweise die Sommerrodelbahn Alexanderturmbahn) bei.

### Einwohnerentwicklung
| Datum | Einwohner |
| ----- | --------- |
| 1880  | 4.541     |
| 1900  | 6.598     |
| 1910  | 7.883     |
| 1925  | 8.044     |
| 1933  | 8.212     |
| 1964  | 7.982     |
| 1970  | 7.982     |

| Datum | Einwohner |
| ----- | --------- |
| 1994  | 7.414     |
| 1995  | 7.346     |
| 1996  | 7.256     |
| 1997  | 7.204     |
| 1998  | 7.180     |
| 1999  | 7.095     |
| 2000  | 7.007     |

| Datum | Einwohner |
| ----- | --------- |
| 2001  | 6.966     |
| 2002  | 6.912     |
| 2003  | 6.835     |
| 2004  | 6.707     |
| 2005  | 6.612     |
| 2006  | 6.553     |
| 2007  | 6.485     |

| Datum | Einwohner |
| ----- | --------- |
| 2008  | 6.355     |
| 2009  | 6.210     |
| 2010  | 6.084     |
| 2011  | 5.984     |
| 2012  | 5.883     |
| 2013  | 5.797     |
| 2014  | 5.701     |

| Datum | Einwohner |
| ----- | --------- |
| 2015  | 5.663     |
| 2016  | 5.605     |
| 2017  | 5.557     |
| 2018  | 5.540     |
| 2019  | 5.456     |
| 2020  | 5.406     |
| 2021  | 5.352     |

| Datum | Einwohner |
| ----- | --------- |
| 2022  | 5.273     |
| 2023  | 5.254     |

 Quellen: 1880–1993: Statistik des Deutschen Reiches. Ab 1994: Thüringer Landesamt für Statistik (Werte vom 31. Dezember)
Im Jahr 2005 zählte Ruhla 4.129 Einwohner, auf Thal entfielen 1.975 und auf Kittelsthal 774 Einwohner.
Auf die Altersgruppe der 0- bis 5-Jährigen entfielen 2009 etwa 3,5 Prozent, der Anteil 6- bis 15-Jährigen betrug 5,3 Prozent. Die 16- bis 65-Jährigen machten gut 62 Prozent der Bevölkerung aus. Die restlichen 28,2 Prozent entfielen auf Personen über 65 Jahre.

### Eingemeindungen
Die Ortsteile Thal und Kittelsthal wurden 1994 eingemeindet. Seit dem 1. Juli 2006 ist die Stadt Ruhla erfüllende Gemeinde für den nahe liegenden Ort Seebach. Dort sind weiterhin ein ehrenamtlicher Bürgermeister und der Gemeinderat aktiv.

### Religion und Konfessionen
In Ruhla gibt es eine evangelisch-lutherische Kirchengemeinde, eine römisch-katholische Pfarrgemeinde und eine neuapostolische Gemeinde. Insgesamt sind 29,1 Prozent der Einwohner aller drei Stadtteile evangelisch, die höchste Rate hält dabei Kittelsthal mit 37,5 Prozent. Der römisch-katholischen Konfession gehören 3,8 Prozent aller Einwohner an, hier bildet Thal mit 5,1 Prozent die Mehrheit. Etwa 67 Prozent der Einwohner gehören sonstigen Konfessionen an oder sind konfessionslos.

## Politik

### Stadtrat
Der Stadtrat von Ruhla hat 20 Sitze. Einen weiteren Sitz im Stadtrat hält der Bürgermeister, dieser hat auch den Vorsitz des Stadtrates inne.
| Stimmen       | 2636   | 688   | 1008   | 392   | 1150   | 2644   |
| Stimmenanteil | 30,9 % | 8,1 % | 11,8 % | 4,6 % | 13,5 % | 31,0 % |
| Sitze         | 6      | 2     | 2      | 1     | 3      | 6      |

Zur Kommunalwahl am 26. Mai 2019 waren 4828 Bürger wahlberechtigt. Die Wahlbeteiligung lag bei 60,6 Prozent.

### Bürgermeister
Bei der Bürgermeisterwahl am 14. April 2024 gab es zwei Bewerber, Stefan Hartung (CDU) setzte sich dabei mit 1.508 Stimmen bzw. 60,4 % gegen Amtsinhaber Gerald Slotosch mit 989 Stimmen bzw. 39,6 % durch.

#### Ehemalige Bürgermeister
In den ersten Jahren nach der Wende wechselten die Bürgermeister Ruhlas sehr häufig, so amtierten zwischen Januar 1990 und Januar 1994 vier verschiedene Bürgermeister. Erst mit der Wahl von Gerald Pietsch (CDU) fand eine kontinuierliche Entwicklung Ruhlas statt. Pietsch trat 2006 zur Wahl nicht mehr an – das Amt übernahm anschließend Mario Henning (CDU). Bei der Kommunalwahl am 22. April 2012 unterlag Henning. Er bekam 1370 gültige Stimmen und damit 48,2 Prozent. Sein Nachfolger wurde der Ruhlaer SPD-Kommunalpolitiker Hans-Joachim Ziegler, dieser bekam 100 Wählerstimmen mehr und gewann mit 51,8 Prozent. Bei der Kommunalwahl am 15. April 2018 traten vier Bewerber an. Die Wahlbeteiligung lag bei 58,6 Prozent. Von den 2.833 gültigen Stimmen erhielt anteilmäßig Frank Böwe (parteilos) 22,7 Prozent, Enrico Gruhl (SPD) 20,9 Prozent, Stefan Hartung (CDU) 30,7 Prozent und Gerald Slotosch (parteilos) 25,8 Prozent. An der Stichwahl am 29. April 2018 beteiligten sich 50,6 Prozent der Wahlberechtigten. Von den 2.448 gültigen Stimmen bekam Stefan Hartung (CDU) 1.114 Stimmen und Gerald Slotosch (parteilos) 1.334 Stimmen, Gerald Slotosch gewann somit mit 54,5 Prozent.

### Wappen und Flagge

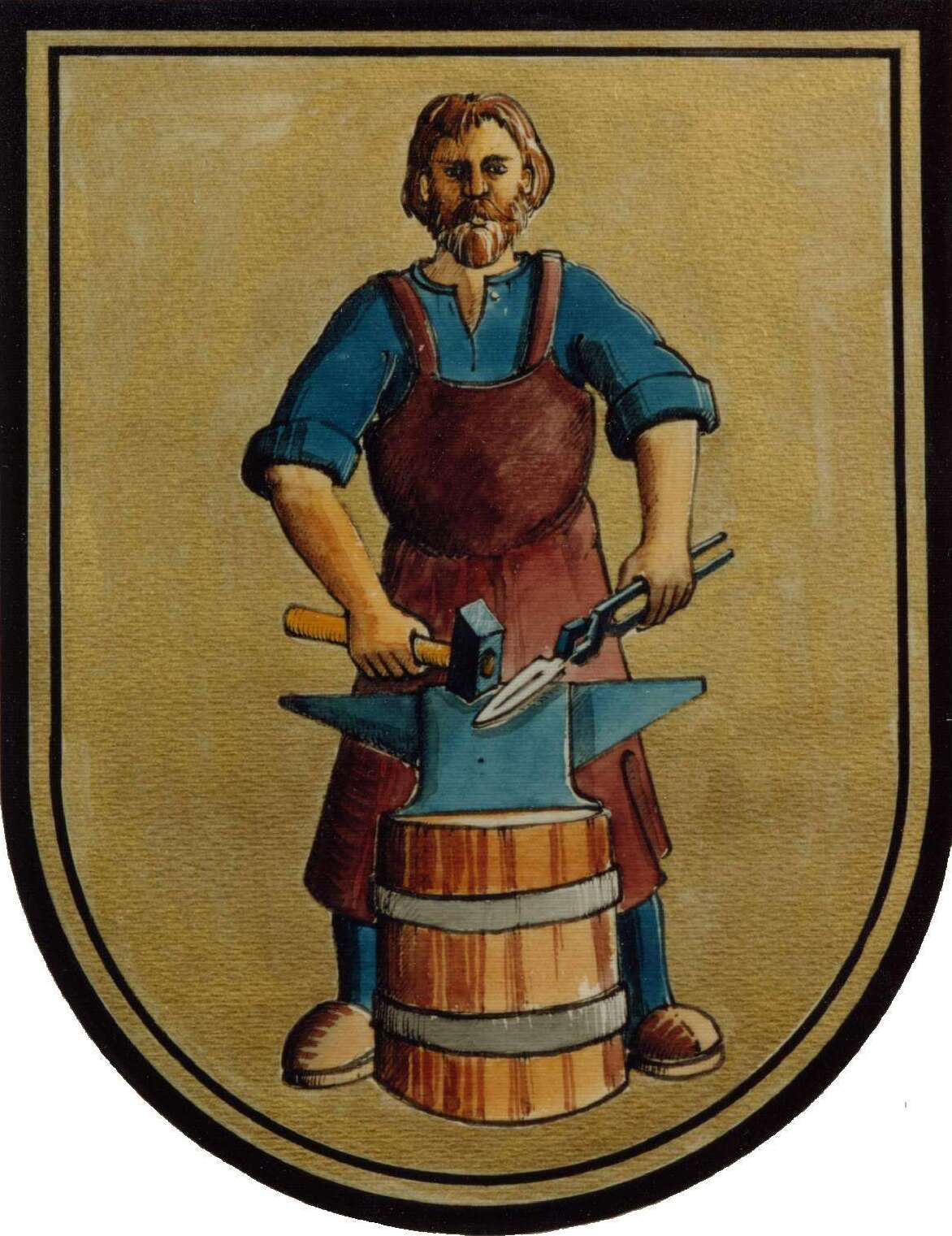
Stadtwappen

Blasonierung: Im schwarz-gold-schwarz bordierten goldenen Schild ein stehender bärtiger Schmied in blauem Hemd mit hochgekrempelten Ärmeln, blauer Hose, brauner Schürze und braunen Schuhen, mit der Rechten einen Schmiedehammer, mit der Linken eine Schmiedezange mit einer silbernen Klinge vor einen blauen Amboss haltend, der vor ihm auf einem runden, von zwei silbernen Reifen zusammengehaltenen Holzklotz ruht.
Der Schmied von Ruhla wird von der Stadt seit der Vereinigung der Stadtteile 1921 als Wappenfigur geführt, zuvor hatte jeder Stadtteil sein eigenes Wappen. Zuerst wurde der Schmied wachsend mit Zange und geschultertem Hammer aber ohne Amboss gezeigt. Änderungen an der Gestaltung wurden seitdem häufig vorgenommen. Während des Dritten Reiches wurde der Schmied heroisch dargestellt, in der DDR-Zeit hielt der Schmied nur ein Hufeisen. Die letzte Änderung des Wappens fand 2007 mit einer kleinen Anpassung der Farbgebung statt.
Die Flagge der Stadt besteht aus den Stadtfarben Blau und Gelb. In der Mitte der Flagge befindet sich das Stadtwappen.

### Städtepartnerschaften
Ruhla pflegt Partnerschaften mit der französischen Stadt Escaudain im Département Nord und der Gemeinde Schalksmühle im Sauerland.
Der Partnerschaft mit Escaudain liegt ein erstmals 1972 durchgeführter Ferienaustausch zugrunde. Erst 1995 wurde die politische Partnerschaft aufgenommen und 2002 durch die Neugründung eines Partnerschaftsvereins gefestigt. Heute findet noch immer ein Schüleraustausch des Ruhlaer Albert-Schweitzer-Gymnasiums mit dem College Escaudain und dem Lycee Technique Denain statt.
Die 1990 begründete Städtepartnerschaft mit Schalksmühle wird heute hauptsächlich durch die örtlichen Seniorenvereine und Jugendclubs gepflegt.

## Sehenswürdigkeiten
- siehe auch: Liste der Kulturdenkmale in Ruhla

### Museen

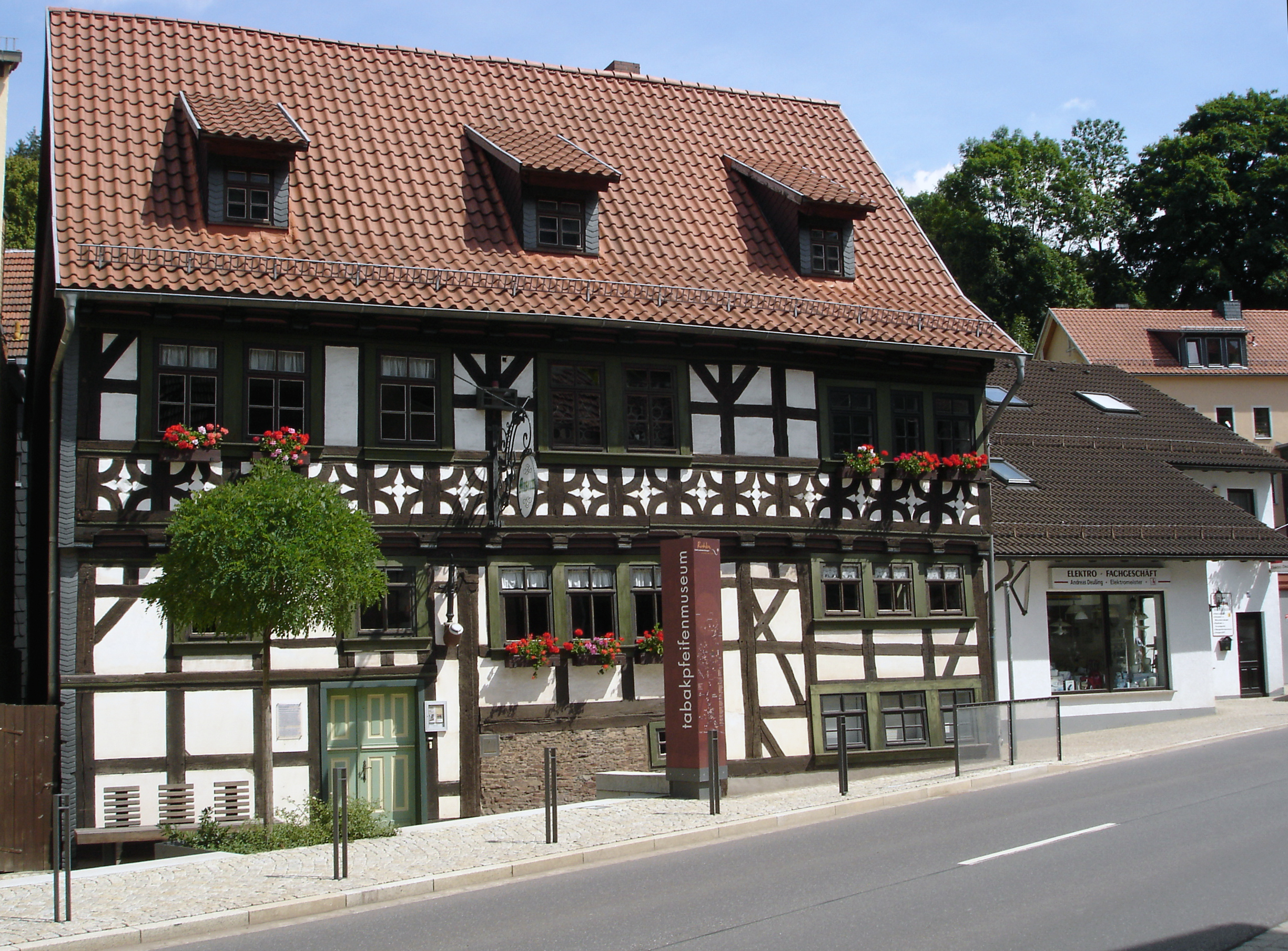
Ruhlaer Orts- und Tabakpfeifenmuseum

Das Orts- und Tabakpfeifenmuseum im Zentrum Ruhlas hat 15 Ausstellungsräume, in denen die handwerkliche und industrielle Entwicklung der Stadt Ruhla sowie die Entwicklung der Tabakpfeifenherstellung in Ruhla dokumentiert wird. Trachten und Alltagsgegenstände verdeutlichen Kultur und Lebensweise der Ruhlaer Bevölkerung. Das bereits 1614 entstandene Gebäude war nach der Stadtchronik das Wohnhaus einer angrenzenden Hammerschmiede. Das Ruhlaer Uhrenmuseum erinnert mit zahlreichen Exponaten an die Ruhlaer Uhrmachertradition.

### Kirchen

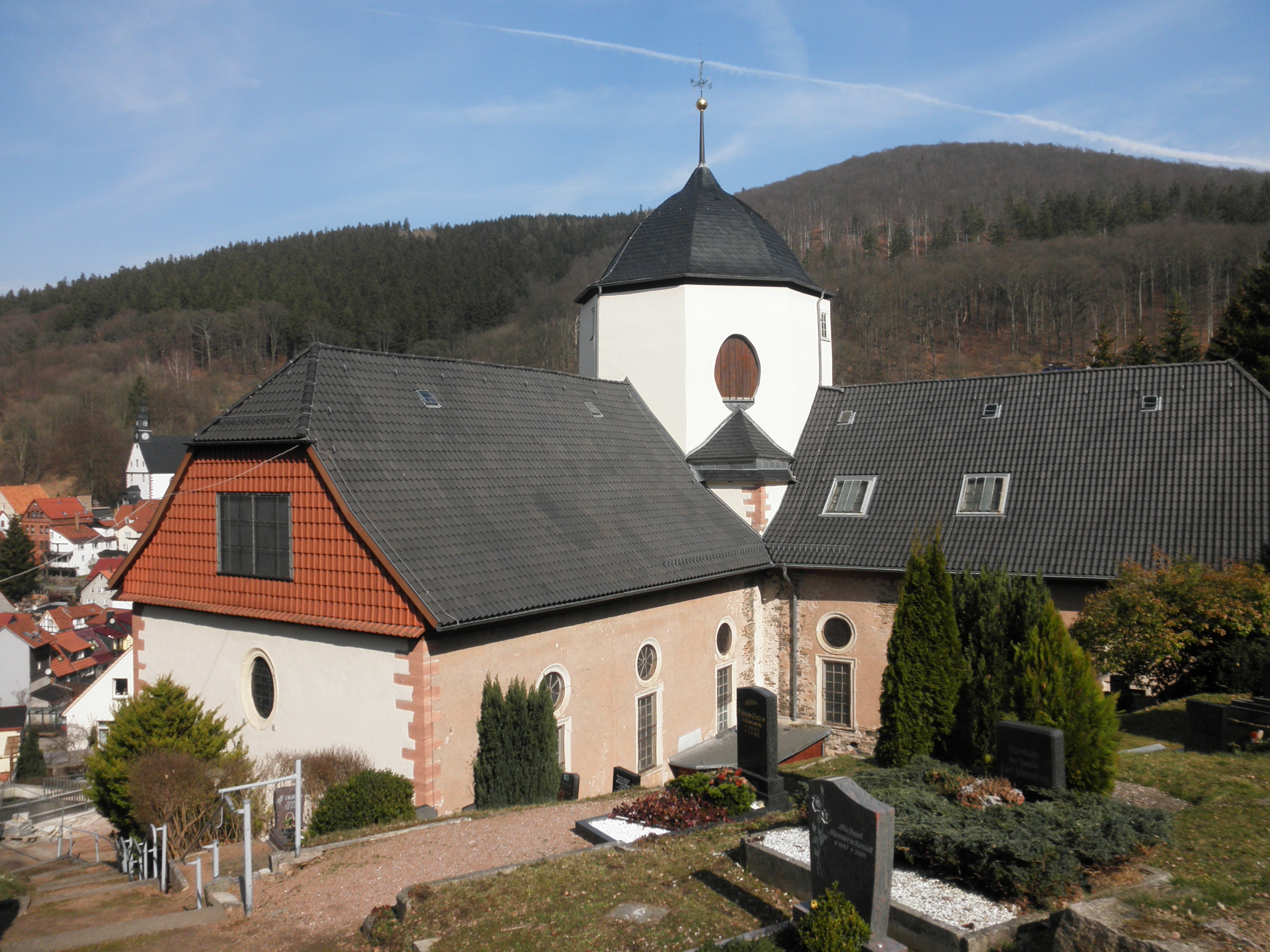
Concordia-Kirche

Ruhla besitzt mit der St. Concordia-Kirche einen besonderen Kirchenbau, eine Winkelkirche. Diese Kirche mit dem eigenartigen Baustil, bei dem zwei Schiffe einen rechten Winkel bilden, wurde 1661 eingeweiht. Die 1504 erbaute Nikolaikirche in Elsfleth und eine Kirche in Freudenstadt sind ähnliche Gotteshäuser, die Ruhlaer Kirche ist jedoch die einzige im ursprünglichen Bauzustand. Zur Ausstattung der Kirche gehört eine Jehmlich-Orgel.

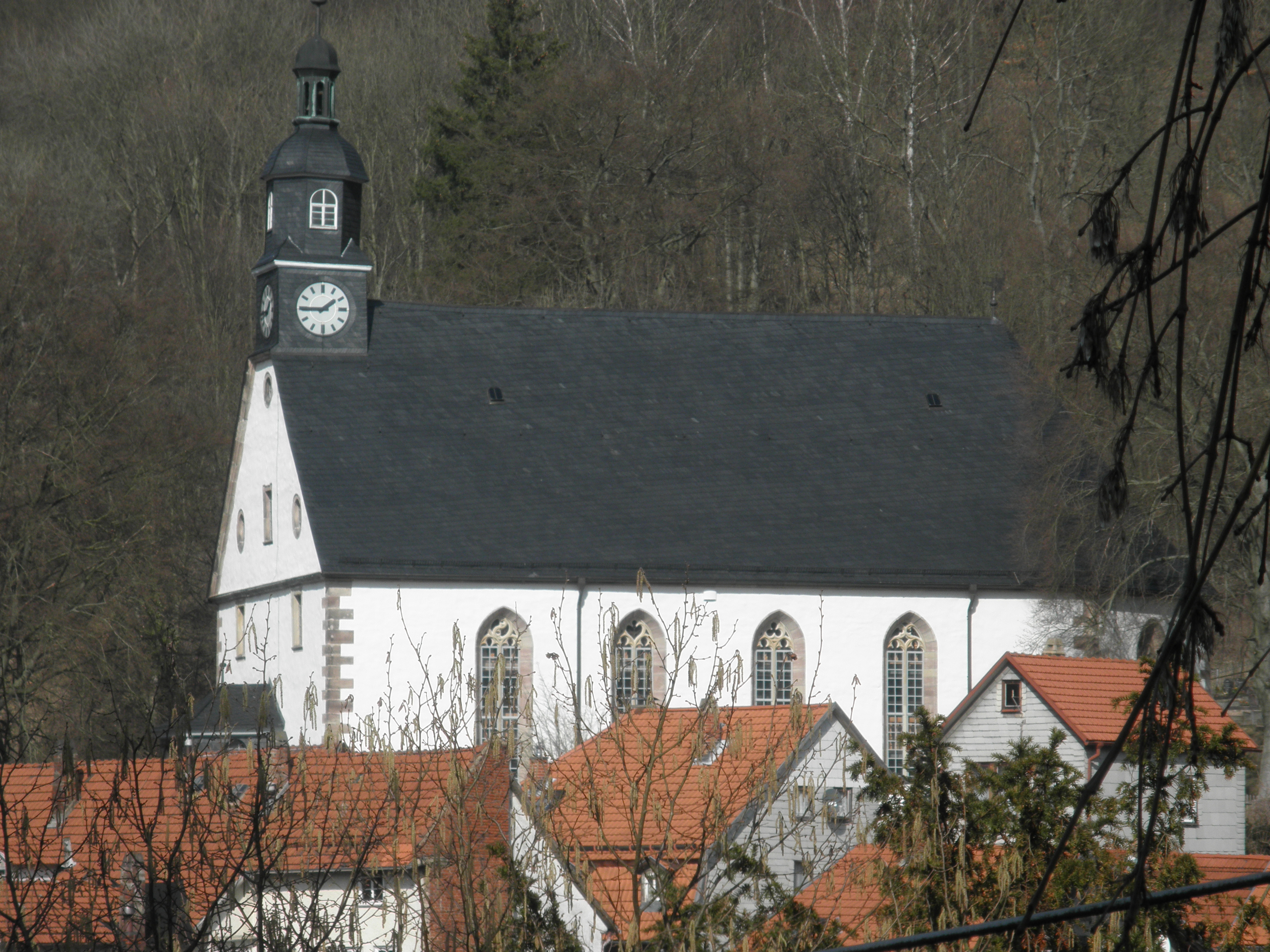
Trinitatis-Kirche

St. Trinitatis war die Kirche des einst gothaischen Ortsteils. Sie steht an der Köhlergasse, die als älteste Straße der Stadt gilt, und wurde 1686 eingeweiht. Die kostbare Kanzel soll Herzog Ernst der Fromme um 1640 zunächst für seine Gothaer Schlosskirche in Auftrag gegeben haben, sie sei ihm dann aber zu prunkvoll gewesen, was nicht dem pietistischen Zeitgeist entsprach. Sein Nachfolger Friedrich I. schenkte sie seinen Untertanen in Ruhla. Den reich mit Reliefs verzierten Taufstein aus Kittelsthaler Alabaster stifteten 1684 die Messerbeschaler Ütterodter Orts. Die Trinitatiskirche wurde in den Apriltagen 1945 durch Beschuss schwer beschädigt. Das Kirchenschiff und das Dach wurden zerstört. Die Spendenbereitschaft der Gemeinde und landeskirchliche Zuschüsse ermöglichten es, die Kirche nach sechs Jahren neu zu bedachen, sämtliche Kriegsschäden zu beseitigen und das Kirchenschiff auszumalen. Am 12. August 1951 konnte sie wieder ihrer alten Bestimmung übergeben werden. 1966 wurde die stadteigene Trinitatiskirche auf Ersuchen des Rates der Stadt Ruhla mit Befürwortung des Gemeindekirchenrates und Zustimmung des Landeskirchenrates in eine Friedhofskirche umgestaltet. Im Hauptschiff wurde eine Decke eingezogen; die Seitenschiffe wurden durch Trennwände vom Hauptraum abgeteilt. Heute dient die Kirche auch als Konzert- und Versammlungsraum. Sie wird vom gemeinnützigen Trintiatis-Verein betreut.
Die Kirche ist vom Bergfriedhof umgeben. An in- und ausländische Opfer des Zweiten Weltkrieges mahnt ein Ehrenmal in Form eines Obelisken (Granitblock). Im oberen Bereich des Friedhofs ruhen 11 Wehrmachtsangehörige, die von 1943 bis 1945 ums Leben gekommen sind. Eine Gedenktafel stammt aus der DDR-Zeit, eine Reihe von Grabkreuzen vom Volksbund Deutsche Kriegsgräberfürsorge, errichtet nach der „Wende“.

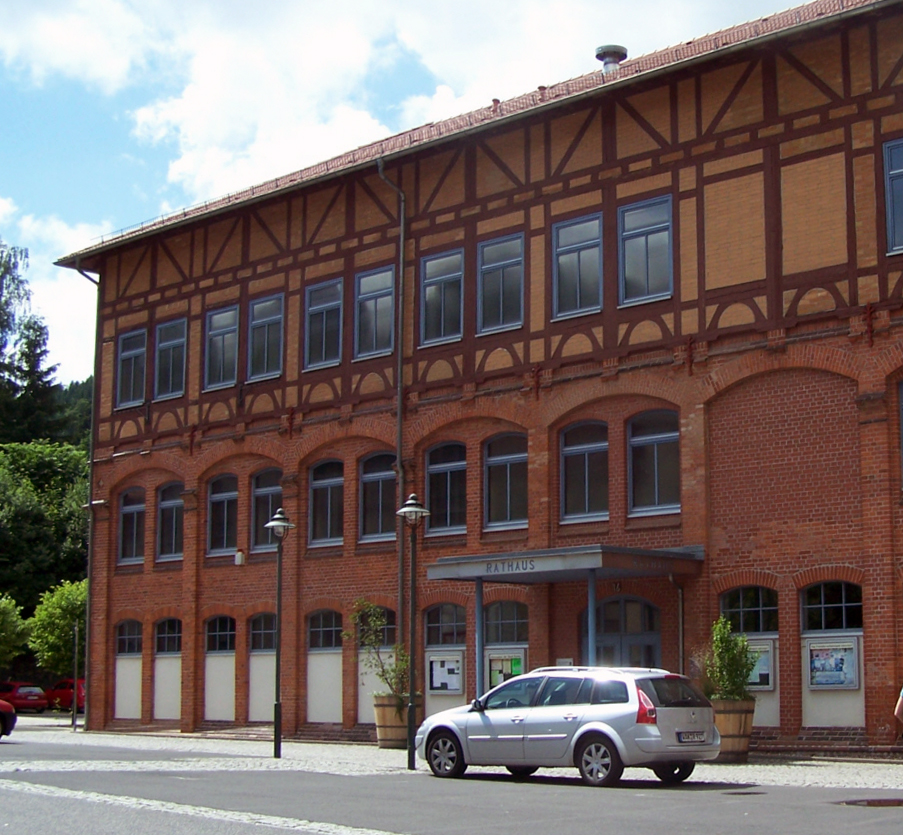
Rathaus

Die katholische Kirche St. Konrad von Parzham wurde 1937 zum Osterfest eingeweiht. In Ruhla befindet sich zudem eine Neuapostolische Kirche.

### Weitere Bauwerke
Die Stadtverwaltung Ruhla ist in dem historischen Gebäude Carl-Gareis-Straße 16 untergebracht. Der Klinkerbau, als Teil einer ehemaligen Fabrikanlage, wurde ab 1996 saniert und wird seit September 1997 als Rathaus genutzt. Nahe dem Rathaus liegt der neue Marktplatz. Dort befinden sich zwei Aluminium-Skulpturen der Bildhauerin Gisela Eichardt. Mit dem neuen Markt wurde die Tourist- und Naturparkinformation eröffnet mit Informationstafeln über den Naturpark Thüringer Wald und die Stadt Ruhla.
Das ursprünglich durch Fachwerkhäuser geprägte Ortsbild hat sich infolge der Industrialisierung stark verändert. Eine Vorstellung vom ursprünglichen Stadtbild bietet das Denkmalensemble der Köhlergasse. Das Fachwerk der überwiegend im 17. Jahrhundert errichteten Handwerkerhäuser besteht regionaltypisch aus der Thüringer Leiter, aber auch Zierstrebenfachwerk mit Andreaskreuzen und Rautenmotiv ist vorhanden.

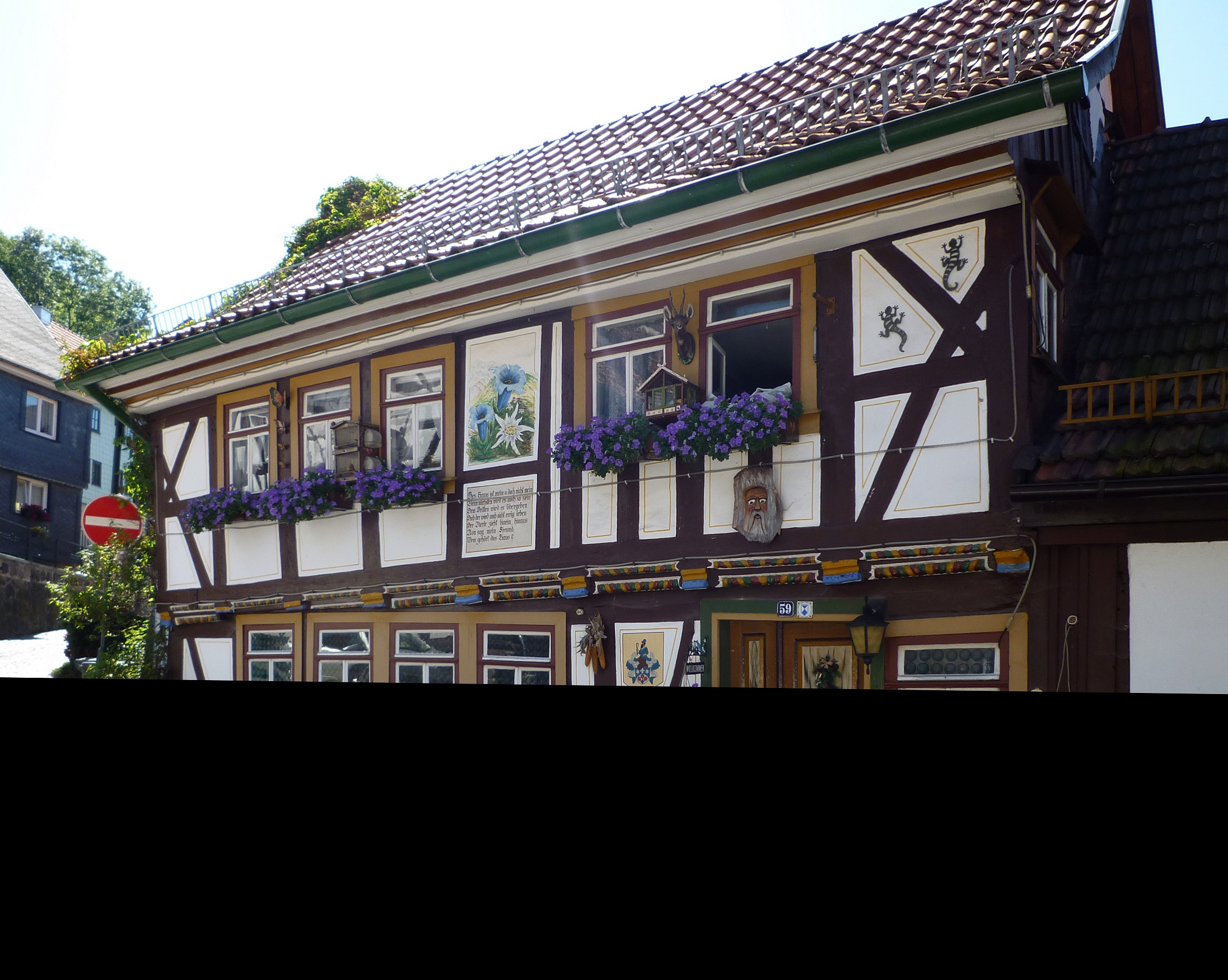
Privates Fachwerk-Wohnhaus

In der Wiesenstraße, ehemals Poststraße, befindet sich das Ruhlaer Postamt, ein in den Jahren 1927 und 1928 erbautes Gebäude von stattlicher Größe. Grund für den Bau war der weltweite Vertrieb der Ruhlaer Industrieprodukte. Die Waren, zum Beispiel Uhren, konnten einfach mit der Post versandt werden, daher war schon früh ein bedarfsgerechtes Lager- und Zollabfertigungsgebäude notwendig.
Von 1926 bis 1928 wurde in Ruhla die Bauhaus-Wohnanlage Altensteiner Straße 16–28a mit Sozialwohnungen, Spielplatz, Stadtcafé und Ladenlokal der örtlichen Konsumgenossenschaft nach Entwurf des Architekten Thilo Schoder errichtet. Jede Wohnung bestand aus zwei Zimmern, Küche und Toilette, und in jedem Treppenaufgang im Dachgeschoss befand sich ein Gemeinschaftsbad. Die Benutzung durch die Mieter regelte ein Badeplan. Die 2002 sanierte Siedlung im Stil des Neuen Bauens steht unter Denkmalschutz, die Gemeinschaftsbäder wurden durch einzelne Baderäume in jeder Wohnung ersetzt.

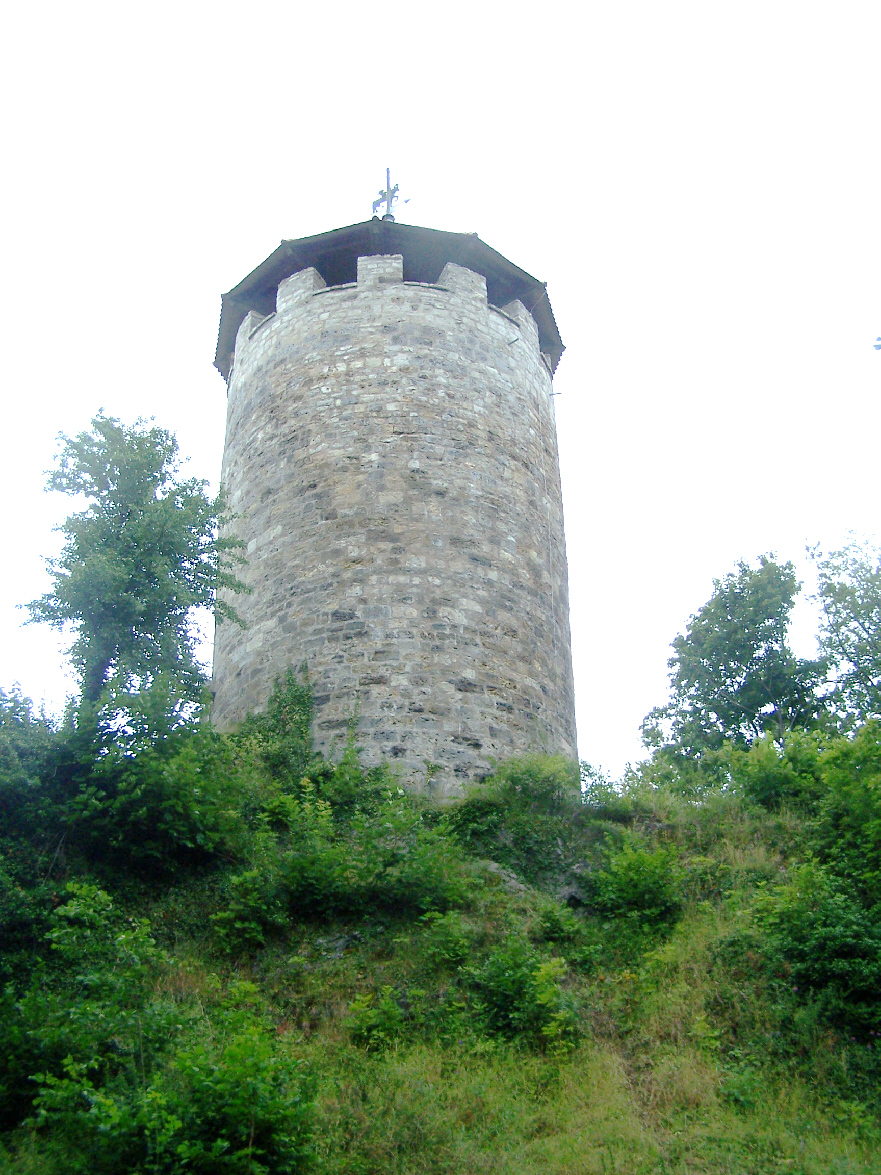
Die Scharfenburg in Thal

### Aussichtspunkte

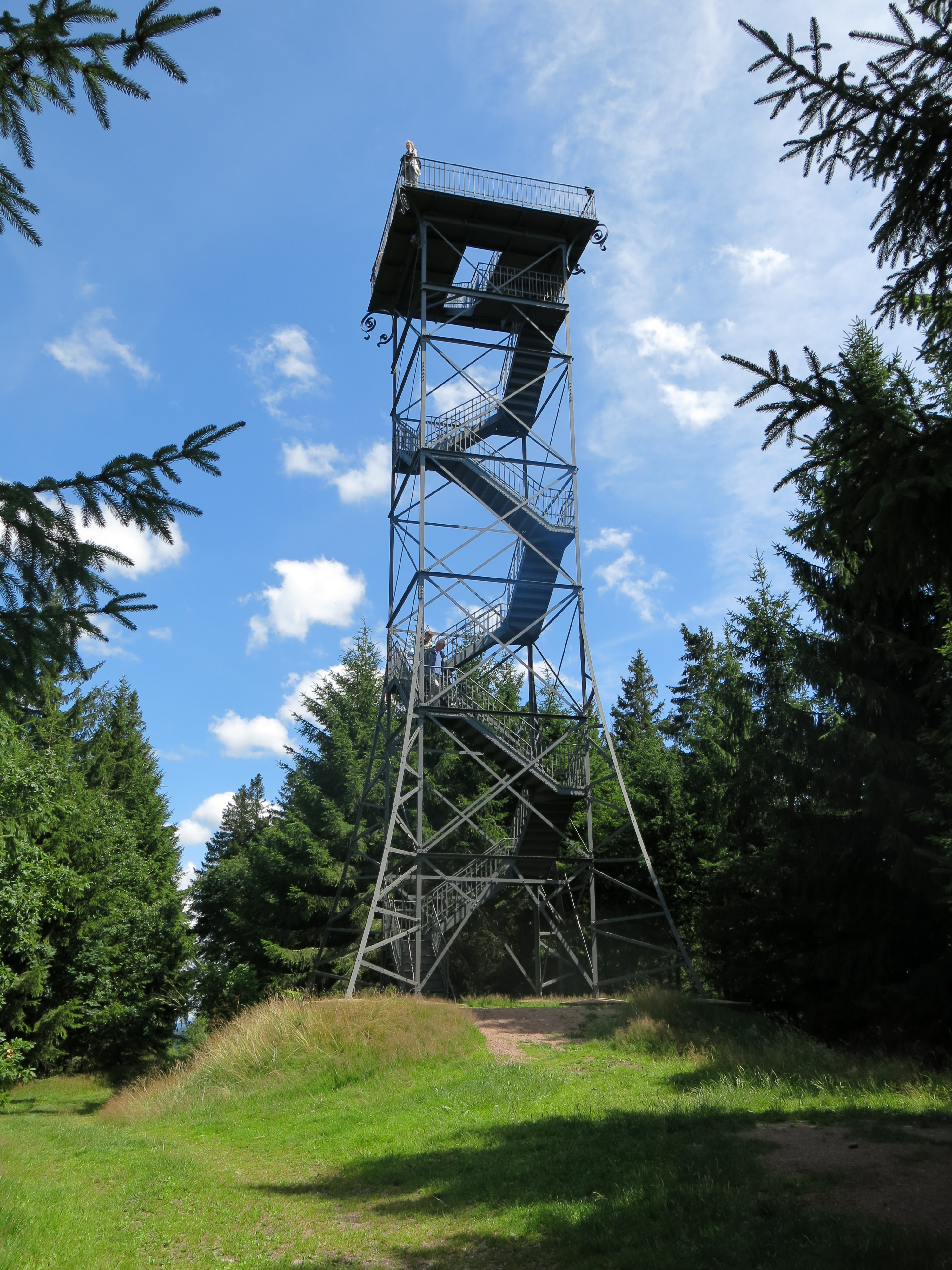
Carl-Alexander-Turm

Der Carl-Alexander-Turm ist der einzige Aussichtsturm im westlichen Thüringer Wald. Er ist nur wenige Kilometer von Ruhla entfernt und befindet sich auf dem 639 Meter hohen Ringberg. 111 Stufen führen auf eine Höhe von 21 Metern. Von der Aussichtsplattform können der Thüringer Wald, Eisenach und die Wartburg, die Hörselberge, die Rhön, der Hohe Meißner, der Hainich und die Stadt Ruhla überblickt werden. Der Turm wurde 1867 im Auftrag von Hofrat Alexander Ziegler durch den Dresdner Baumeister Eduard Müller als Holzkonstruktion mit einer Höhe von 18 Metern erstmals erbaut. Er stürzte 1896 bei einem Sturm ein. Im folgenden Jahr wurde der Turm aus Eisen neu gebaut, dieser wurde 1959 und 1989 generalüberholt. Auch zum 100-jährigen Jubiläum des Alexanderturms im Jahr 1997 gab es Sanierungsmaßnahmen. Zuletzt wurde der Turm im Jahr 2014 mit Hilfe von Spenden aus der Bevölkerung saniert. Die Wiedereröffnung des Turmes fand am 9. August 2014 im Rahmen des Alexanderturmfestes statt.
Rings um die Stadt erschließen Wanderwege die Aussichtspunkte, zu denen der Emmytempel am Osthang des Ringberges, die Emilienruhe am Breitenberg, das Königshäuschen und die Bermerhütte zählen.
Vom Turm der Ruine der 1137 erstmals erwähnten Scharfenburg im Stadtteil Thal hat man einen Ausblick auf das umliegende Land. Ausblicke in das nördliche und östliche Vorland oder zur Wartburg gewähren Aussichtspunkte am Großen und Kleinen Wartberg, am Meisenstein, am Gerberstein und am Wachstein.

### Parks und Gedenkstätten

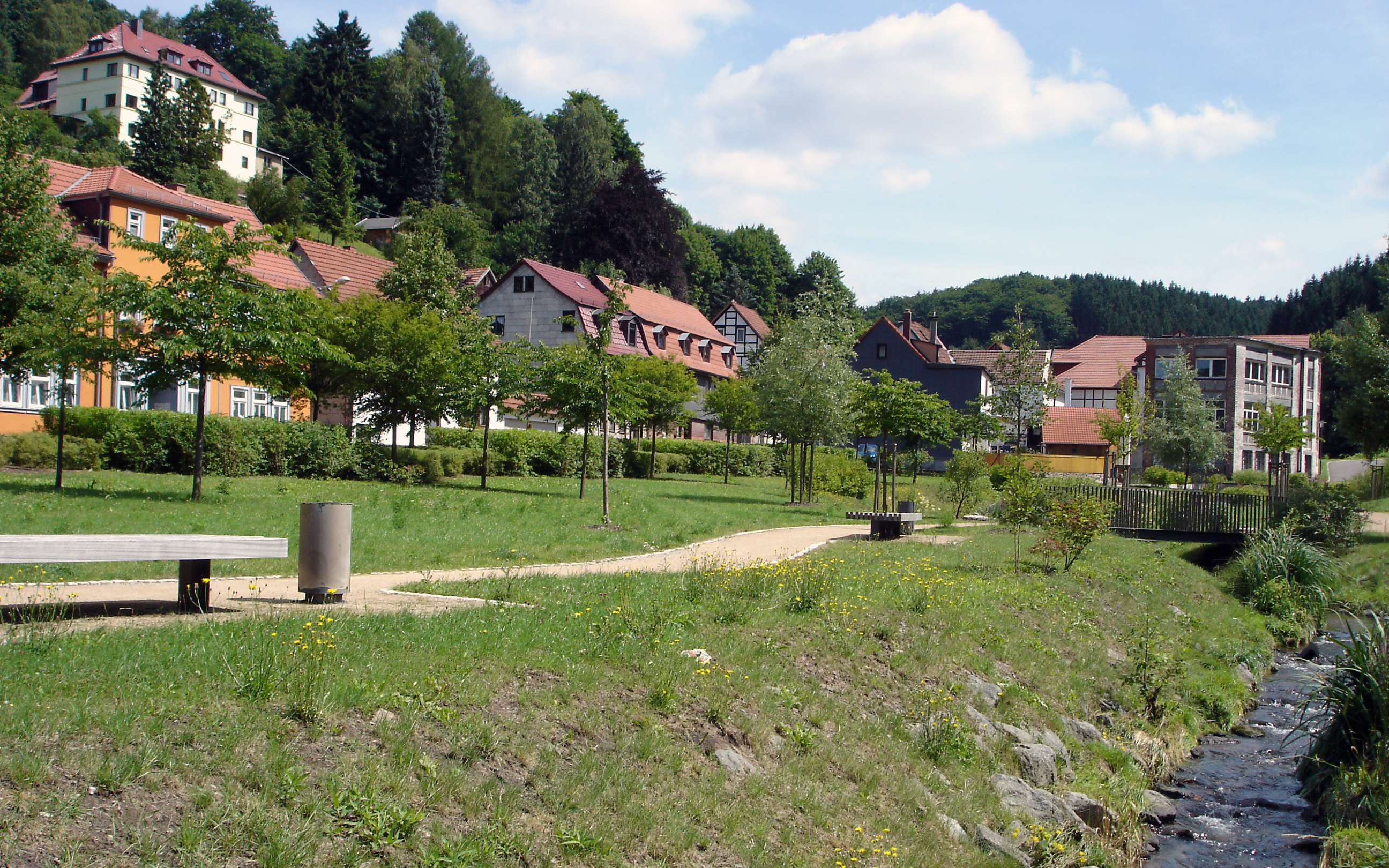
Karolinenpark

Die 1999 eröffnete Dauerausstellung mini-a-thür (Klein-Thüringen) zeigt über 100 Miniaturmodelle vieler Thüringer Sehenswürdigkeiten, zum Beispiel das Carl-Zeiss-Planetarium von Jena in einem Freigelände. Nahe dem Park befindet sich seit 2009 eine Sommerrodelbahn.
Im Jahre 2005 wurde der Karolinenpark mit freigelegtem Bachlauf des Erbstroms auf dem Gelände der ehemaligen VEB Elektroinstallation Ruhla eingeweiht. Auf einem alten Industriegelände im Ortskern entstand der Kinder- und Wasserspielplatz Harmonie.
Eine Bronzebüste Theodor Neubauers auf dem Gelände des Albert-Schweitzer-Gymnasiums, das zu DDR-Zeiten seinen Namen trug, erinnert an den kommunistischen Pädagogen, Reichstagsabgeordneten und Widerstandskämpfer, der 1945 in Brandenburg-Görden ermordet wurde.
Der Dichterhain unweit von mini-a-thür ist eine 1863 angelegte Gedenkstätte für bekannte Ruhlaer Bürger, wie Friedrich Lux.
Im Stadtzentrum wurde im Jahre 2006 eine Gedenktafel in Erinnerung an den Tag der Deutschen Einheit, den 3. Oktober 1990, aufgestellt. Im Jahr 1990 war an diesem Tag ein Bergahorn gepflanzt worden, der wegen Straßenbauarbeiten 2005 durch eine Linde ersetzt werden musste.

### Tropfsteinhöhlen

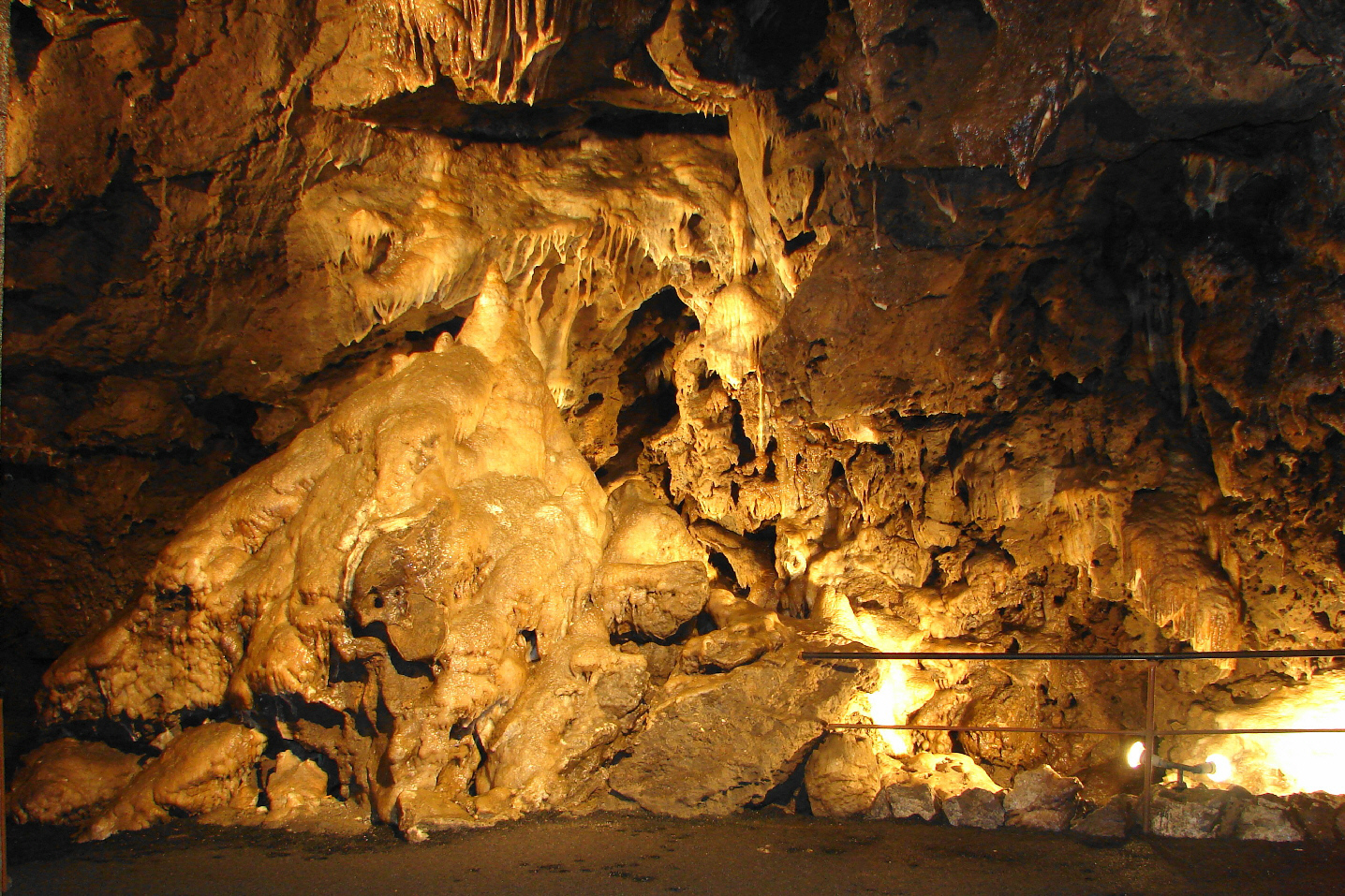
Die Pyramide in der Kittelsthaler Tropfsteinhöhle

Die Bergwelt um Ruhla und Thal ist reich an Sagen, die von den bereits im Mittelalter bekannten Höhlen berichten. Das Backofenloch ist eine Höhle am Nordhang des Großen Wartberges über Seebach. Der Hohle Stein befindet sich bei Thal am Westhang des Schossberges. Gegenüber, am Osthang des Spitzigen Steins liegt die Ritterhöhle, sie wird auch Alter Keller genannt. Am Rennsteig, nahe dem Forstort Zollstock ist die Rennsteiggrotte zu finden, eine durch Verwitterung überhängende Felswand.
Im Ortsteil Kittelsthal befindet sich die Kittelsthaler Tropfsteinhöhle. Diese wurde 1888 durch den Bergbau entdeckt und 1896 der Öffentlichkeit zugänglich gemacht. 1968 wurde sie wegen notwendiger Bergsicherungsmaßnahmen geschlossen und 1992 nach Instandsetzung wieder für Besucher geöffnet. In der einzigen ausgebauten Tropfsteinhöhle Thüringens gibt es Tropfsteingebilde, die ein Alter von mehreren tausend Jahren haben.

## Kultur

### Musik und Tanz
Zur Sage Der Schmied von Ruhla hat der Orgelvirtuose Friedrich Lux eine gleichnamige historisch-romantische Oper in drei Akten komponiert. Diese wurde 1882 in Mainz sehr erfolgreich uraufgeführt. Es folgten weitere Aufführungen auf über mehr als 30 Bühnen, darunter in Straßburg, Chemnitz und Basel. Seit 2010 bereiten Ruhlaer Vereine eine modernisierte Version der Oper vor, sie soll voraussichtlich 2013 unter Beteiligung zahlreicher Laienschauspieler uraufgeführt werden.
Im 17. Jahrhundert führte die Handwerkszunft der Klingen- und Messerschmiede in Ruhla zur Fastnachtszeit und bei besonderen Anlässen ein Tanzritual auf, das als Schwert- oder Messertanz beschrieben wird. Die aus den Zunftmitgliedern ausgewählten 16 bis 20 Tänzer führten einen rasanten Schautanz auf, der von den Tänzern mit höchster Konzentration und Präzision getanzt werden musste, da er mit blanken Messern oder Schwertern in den Händen ausgeführt wurde.
Der Rühler Springer zählt zu den Tänzen, die im 18. Jahrhundert bei Volksfesten sehr beliebt waren, er wird heutzutage durch Mitglieder verschiedener Folklore- und Trachtenvereine aufgeführt.

„Dieses von eigenartigen Überlieferungen getragene Traditionsgebiet genannt - »die Ruhl« - wird als besonders tanzfreudig bezeichnet; denn nicht anders ist jene kuriose Anordnung der Herzöge von Gotha und Eisenach aus dem Jahre 1680 zu verstehen, die den Ruhlaer Einwohnern bei ihrem vitalen Volkstanz, dem »Rühler Springer«, der auch heute noch weithin bekannt ist und gepflegt wird, »das abscheuliche Rufen, Jauchzen und Lärmen und das ärgerliche Verdrehen, Heben, Betasten und Schwenken der Weibspersonen« bei harter Strafe verbot. Hier spiegelt sich der vergebliche Versuch einer absolutistischen Herrschaftsordnung wider, dem Volke ihren höfischen und puritanischen Lebensstil aufzuzwingen.“

### Dialekt und Sprachgebrauch
Die Rühler Spraoch mit eigener Phonetik und teilweise besonderer Grammatik wird nur noch von sehr wenigen Einwohnern gesprochen. Es gibt ein Mundart-Wörterbuch und zahlreiche Sammlungen von Gedichten und Redensarten. Einzelne Begriffe der Mundart werden noch im Alltag verwendet. Die erste umfangreiche Betrachtung des Ruhlaer Dialektes stammt von Karl Regel in dem 1868 in Weimar verlegten Buch Die Ruhlaer Mundart.
Zur Bewahrung der Ruhlaer Traditionen wurde schon 1898 die Folklorevereinigung Alt Ruhla e. V. gegründet, die sich 1934 mit dem Ruhlaer Museumsverein vereinigte und noch aktiv ist. In öffentlichen Veranstaltungen halten die Vereinsmitglieder den in traditioneller Tracht aufgeführten Rühler Springer und die Mundart am Leben. Bei Heimatabenden und bei Besuchen in Hotels und Ferienheimen brachten die Ruhlaer ihre selbsterdachten Theaterstücke und Schwänke in Mundart in immer neuen Variationen dar: Die Damenschnieder (1946), Dear Rühler Kirchenstriet (1949), Rühler Lüter (1952), Der Fliegenschnieder (1954) oder Die schöne Elephantine (1976).

### Die Ruhlaer Tracht

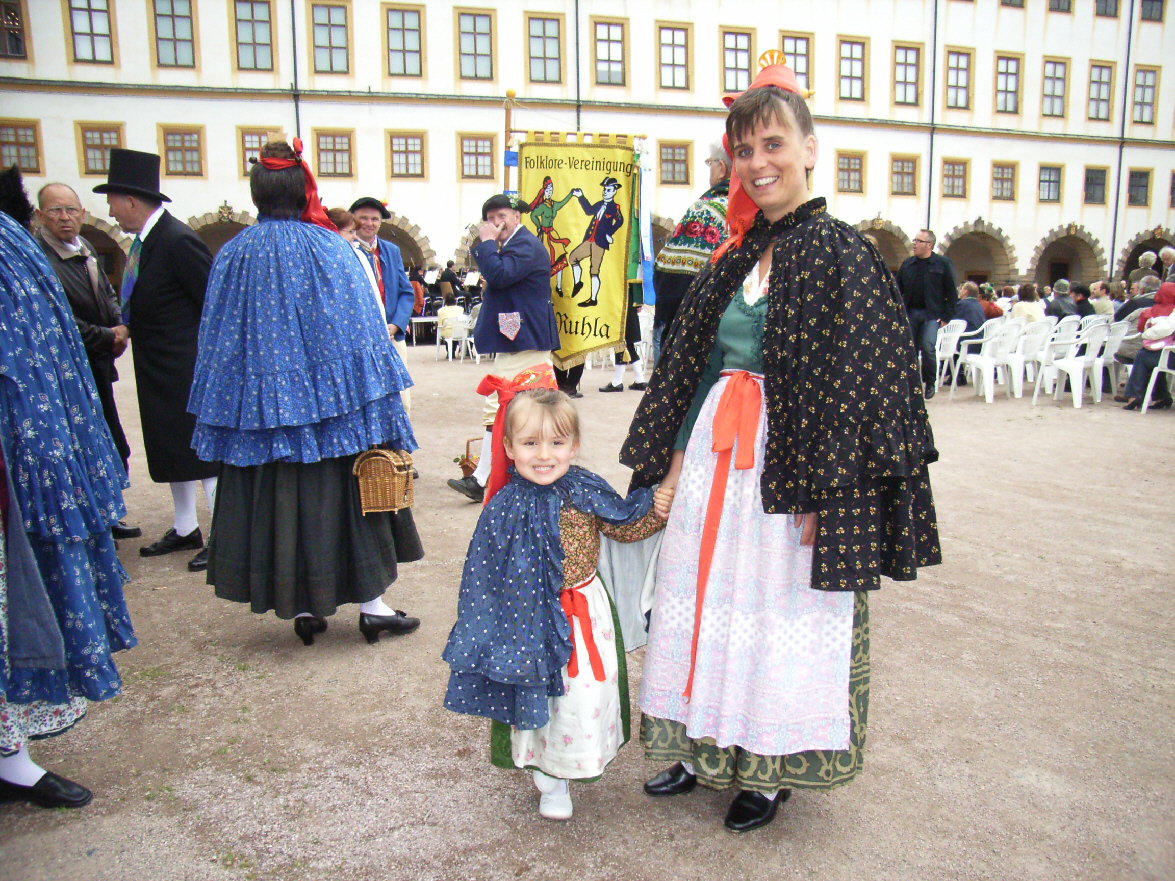
Die Ruhlaer Tracht

Zum Erscheinungsbild der Ruhlaer Bevölkerung beim sonntäglichen Kirchgang und bei vielen Anlässen gehörte die Ruhlaer Tracht. Bereits bei der Eröffnung des Ruhlaer Ortsmuseums im Jahre 1906 wurde großer Wert auf die Sammlung und Präsentation der Ruhlaer Volkstrachten gelegt. Im gleichen Sinne wirkte der 1907 in der damaligen Landeshauptstadt Gotha gegründete Verein zur Erhaltung der Volkstrachten im Herzogtum Gotha. Dieser Verein kann als Vorläufer des Thüringer Trachtenvereins angesehen werden. Gegenwärtig besteht der Verein aus 115 Vereinsmitgliedern, darunter viele Jugendliche. Bereits 1999 war Ruhla der Gastgeber des Thüringer Landestrachtenfestes. Die Ruhlaer Festtagstracht um 1830 wurde bei Deutschen Trachtentag 2007 mit dem Titel Tracht des Jahres geehrt.

„Zu den charakteristischen Kleidungsstücken der Mädchen und Frauen gehörte der Kantelrock, dessen Name auf die reichen Kantenborten hindeutet. Er bestand aus einem teuren Wollstoff oder aus Halbwollenem, bei dem Baumwolle oder Leinen als Einschlag verwendet wurde, dem sogenannten Beidermann.
Die dominierenden Farben waren Grün, Violett und Weiß. Dazu wurde das Mieder, darunter ein Leinenhemd, darüber eine einfarbige Jacke, zumeist aus Seide, getragen, ferner durchbrochene Strümpfe mit eingestrickten Zwickeln. Die Kopfbedeckung der Wohlhabenden bestand aus Hauben oder Kappen. In der Mehrzahl jedoch fand der Haitlappen (Hait oder Heid ist die mundartliche Bezeichnung für Kopf) Verwendung, der in Thüringen weit verbreitet war.
Die Herkunft der Trägerin ließ sich stets nach dem Stoff, der Art des Bindens sowie der Anordnung des Knotens und der Zipfel bestimmen. Für die Rühlerinnen typisch war der ausgesprochen schmal gelegte Haitlappen, dessen mit Stickerei verzierte Zipfel kokett hinter dem linken Ohr hingen.
Die Männer trugen bei der Arbeit graue, baumwollene lange Hosen, dazu eine kurze, halbwollene Arbeitsjacke, bei kaltem Wetter eine lange Weste oder gestrickte Wolljacke, Socken und Schaftstiefel sowie die Mütze mit breitem Schild. Bekannt war der leinene Blaukittel, der wie in ganz Thüringen die Kleidung der Fuhrleute darstellte. Die Sonntagskleidung der Männer bestand aus der schwarzen Samtkniehose, weißen durchbrochenen Strümpfen, Schnallenschuhen, der grünen Samtweste und der kurzen Jacke aus schwarzem, glänzendem Tuch. Sie wurde komplettiert durch ein grün gemustertes Halstuch und den perlenbestickten Tabaksbeutel.“

### Kulinarische Spezialitäten
Der Ruhlaer Tüschel ist ein meist warm serviertes Dessert aus Brötchen, Eiern, Milch und Margarine. Dem Tüschel werden vor dem Backen Kirschen oder Himbeeren zugefügt. Bei einer Variation ohne Früchte wird der Tüschel mit Schinken serviert. Der Name Tüschel kommt daher, dass früher des Öfteren ein Ei weniger genommen wurde, da Eier relativ teuer waren. Dies wurde vom Bäcker meistens verheimlicht, also vertuscht oder vertüschelt.

### Sport

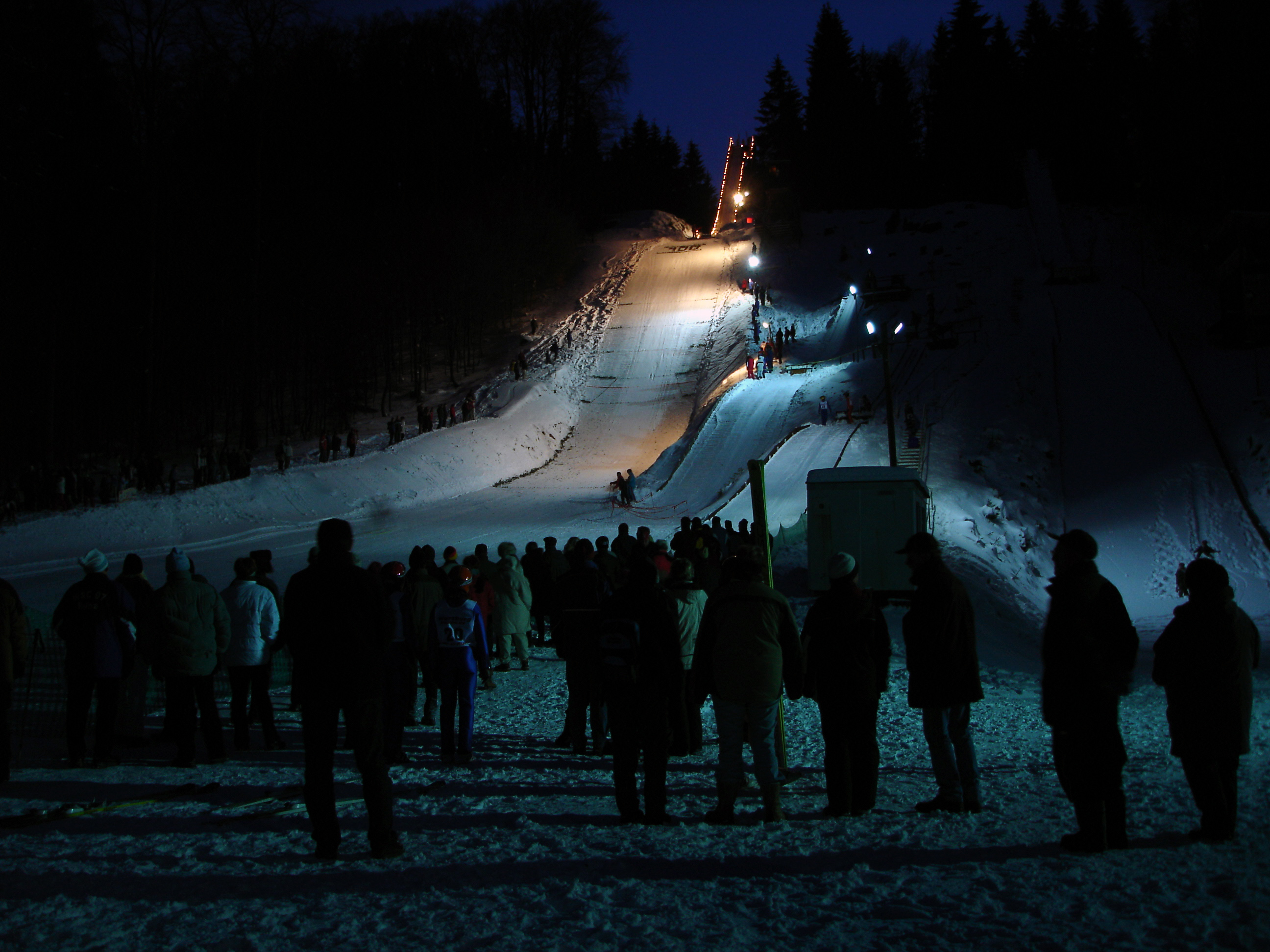
Nachtskispringen, 2005

Ältester Sportverein Ruhlas ist der Bundes-Schützenverein Ruhla 1725 e. V. Noch vor Beginn des 20. Jahrhunderts bildete sich der Ruhlaer Schwimmverein Neptun, im Jahr 1908 entstand der Ballspielklub 08. In der Stadt gibt es im Winter ebenfalls diverse Sportangebote. So werden Skiwanderwege gespurt, ebenso die Skilanglaufloipen an der Storchswiese. Es existiert ferner eine beleuchtete 1,5-Kilometer-Technikloipe mit Hinweistafeln zur Lauftechnik. Die Schanzenanlage Alte Ruhl hat fünf Schanzen von 5, 10, 17 und 37 Metern mit Mattenbelag für die Sommernutzung sowie eine 60-Meter-Jugendschanze. Die Anlage dient als Trainingsstätte des TSG/WSC 07 Ruhla. Im Stadion Mittelwiese finden Fußballspiele des Vereins EFC Ruhla 08 statt. Der EFC entstand 1990 durch Ausgliederung aus der TSG Ruhla, die in den 1970er und 80er Jahren zeitweise in der zweitklassigen DDR-Liga spielte. Außerhalb des Stadions gibt es eine asphaltierte Freifläche für Inline-Skater und Skateboarder.

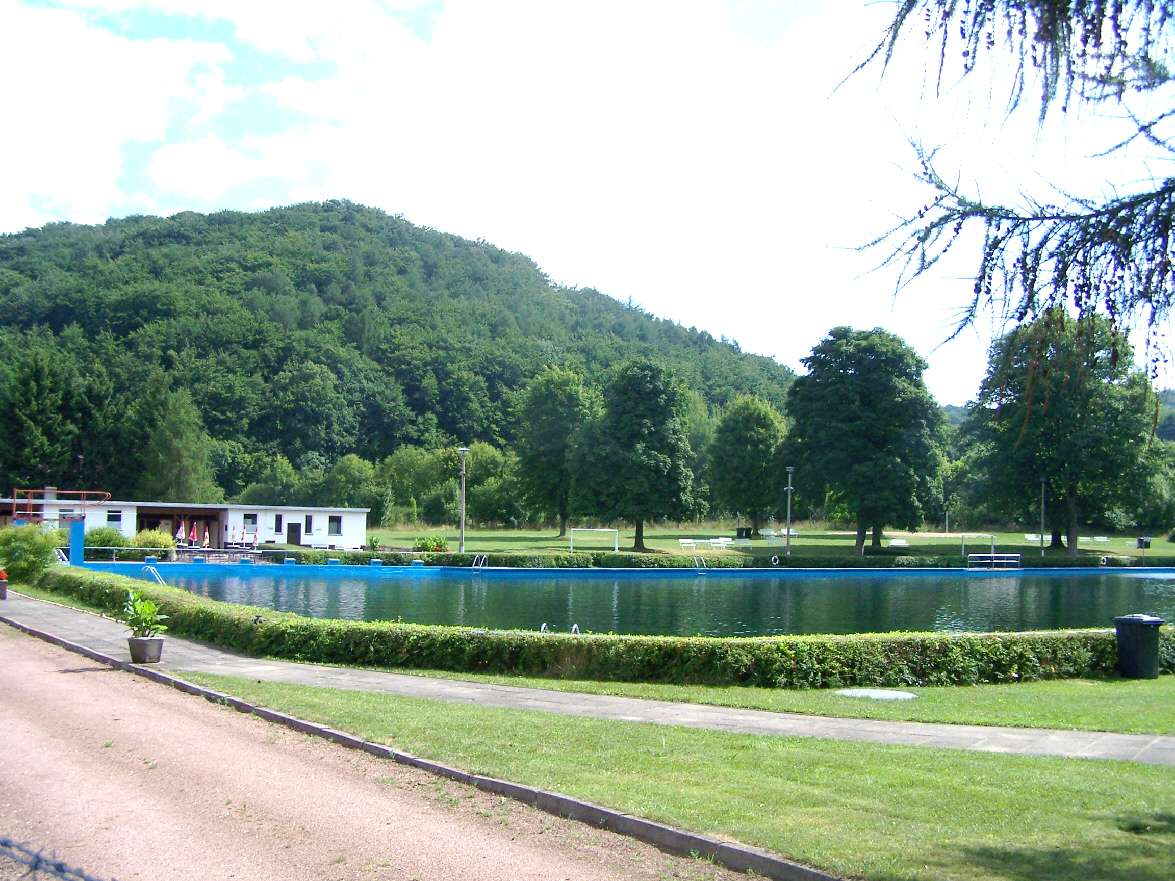
Das Freibad in Thal

In Ruhla existieren zwei Freibäder. Das Ruhlaer Waldbad hat etwa 3000 Quadratmeter Wasserfläche, verteilt auf drei Becken. Ein weiteres Freibad befindet sich im Ortsteil Thal. Für den Motorradsport wurde im Bermbachtal am Stadtrand ein Gelände-Rundkurs geschaffen, er trägt den Namen Hans-Beimler-Stadion und wird umgangssprachlich als Beimler bezeichnet. Einmal jährlich findet dort eine Motocross-Veranstaltung statt. Im Stadtteil Thal befindet sich der Tennisplatz und das Tenniscenter Erbstromtal, im Jahr 2004 entstand dort die erste Tennishalle im Wartburgkreis. In den Jahren 2005 und 2008 fanden in Ruhla die Deutschen Meisterschaften im Skiroller-Berglauf statt.

### Regelmäßige Veranstaltungen
Am Neuen Markt im Stadtzentrum findet alljährlich im Mai oder Juni das Naturpark- und Stadtfest statt. Der Ruhlaer Sommerskiverein RSV03 veranstaltet seit 2003 einen Sommerskilauf, wobei sich die Skifahrer traditionell verkleiden. Im Herbst, meistens Oktober, wird vom Ruhlaer Wintersportverein der Wettbewerb Skiroller-Berglauf durchgeführt. Ein kleiner Weihnachtsmarkt im Ruhlaer Ortskern findet alljährlich im Dezember statt.
Die für die Umgebung typische Zeltkirmes findet sowohl in Ruhla selbst als auch in Thal, Kittelsthal und Seebach statt. Alle Ortsteile haben auch eigene Kirmesvereine. Die Rühler Kirmes wird meist im Juli gefeiert, ebenso wie das Schützenfest.
Im August wird neben dem Neptunfest im Ruhlaer Waldbad das Alexanderturmfest sowie das Liesenbergfest des TSG Ruhla veranstaltet. Das Köhlergassenfest findet alljährlich zum Tag des offenen Denkmals im September statt. Auch das Gemeindefest der evangelisch-lutherischen Kirchgemeinde wird im September gefeiert.
Das seit 1993 in Thal vom örtlichen Heimatverein in halbjährlicher Folge organisierte Weissenborner Gespräch ist besonders der regionalgeschichtlichen Forschung im hessisch-thüringischen Grenzraum gewidmet.
Im Jahr 2004 wurde von Pfarrer Gerhard Reuther die Reihe Kultur im Winkel initiiert. Unter dem Dach dieser Veranstaltungsreihe finden ganzjährig Konzerte, literarische und andere kulturelle Veranstaltungen in der Winkelkirche St. Concordia statt.

## Wirtschaft und Infrastruktur

### Wirtschaftliche Entwicklung

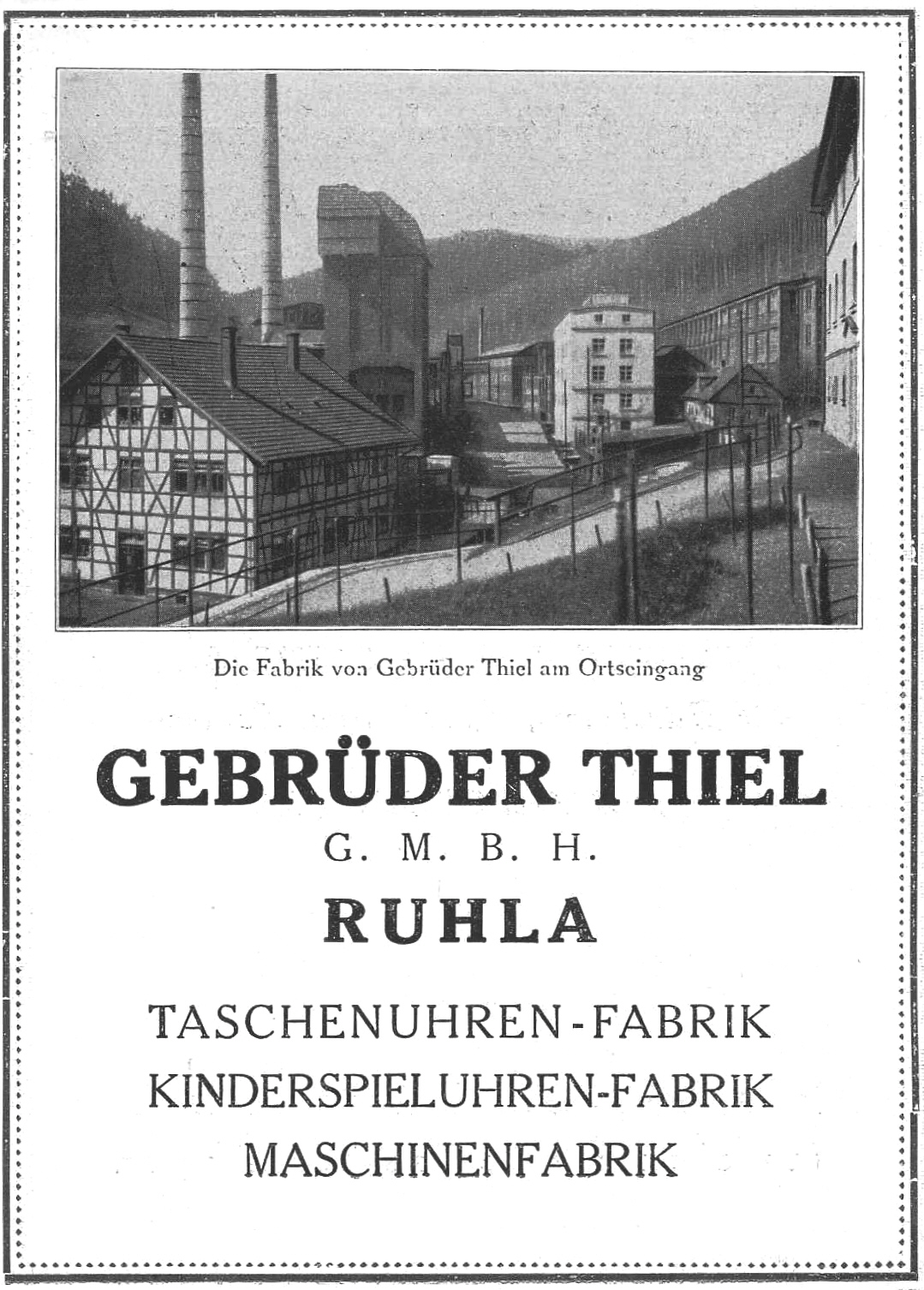
Werbeanzeige für die Ruhlaer Firma Thiel (um 1920)

Um 1400 berichtete der Eisenacher Chronist Johannes Rothe vom Eisenhandwerk in Ruhla. Im Ruhlaer Tal und den Nachbarorten wurde die arbeitsteilige Fertigung und weitere Spezialisierung im Klingenschmiedehandwerk (Messer, Scheren sowie Hieb- und Stichwaffen) zur Regel.
Anfang des 18. Jahrhunderts wurden jährlich für 120.000 Taler Messer und Hiebwaffen aus Ruhla ausgeführt, 1747 nur noch für 40.000 Taler. Zwischen 1747 und 1750 wanderten deshalb zahlreiche Messerschmiede nach Eberswalde in Preußen ab, wo kurz vorher Friedrich der Große eine Messer- und Stahlwarenfabrik gegründet hatte.
Die Teilung Ruhlas und die damit verbundenen Entwicklungsprobleme, aber auch die Konkurrenz, Absatzschwierigkeiten und das Abwandern von 80 Familien der Messerschmiedezunft, führten im 19. Jahrhundert zum Niedergang des Ruhlaer Messerhandwerkes. Schon während dessen Blüte entwickelte sich mit der Pfeifenbeschlagfertigung ein neuer Erwerbszweig und kurze Zeit später wurden in Ruhla Tabakpfeifen hergestellt. 1750 wurde in Ruhla der „unechte“ Meerschaum (Sepiolith) erfunden. In dieser Zeit wurde Ruhla für Pfeifenraucher weltbekannt.
Am 25. September 1862 meldeten die Gebrüder Thiel ein Gewerbe für Pfeifenbeschläge an. Das Unternehmen entwickelte sich ständig und durch den allgemeinen Aufschwung in der Gründerzeit (1871–1873) entschloss man sich, in ein neues, größeres Gebäude umzuziehen. Die Produktpalette umfasste mehrere kleine Metallartikel, und ab 1874 erwog das Unternehmen die Produktion einer Bieruhr als Zählwerk für Gastwirte. Ab 1891 wurde die erste Ruhlaer Taschenuhr vorgestellt. Sie fand durch ihren sehr günstigen Preis zunächst im Ausland, vor allem in Amerika, reißenden Absatz. Ruhla entwickelte sich zu einem der bedeutendsten Orte der deutschen Uhrenindustrie. Im Ersten und Zweiten Weltkrieg beschränkte sich die Produktion fast ausschließlich auf die Herstellung von Zeitzündern für die Rüstungsindustrie.
In der Zeit der Deutschen Demokratischen Republik ging das Unternehmen Uhrenwerke Thiel 1952 auf Betreiben der UdSSR in Volkseigentum über. Die Produktion umfasste neben Weckern, Armbanduhren, Schach-, Auto- und Tischuhren auch Werkzeugmaschinen. Die Entwicklung neuer Fertigungstechniken führte 1963 zur weltweit einzigen vollautomatisierten Fertigung des legendären Kalibers 24, das bis 1987 in mehr als 120 Millionen Uhren eingebaut wurde.
Nach 1980 begann die Serienfertigung der Digitaluhr, basierend auf mikroelektronischen Bauteilen. Die hochtechnisierten Fertigungskapazitäten wurden in einem eigens errichteten Werk im benachbarten Seebach aufgebaut, gleichzeitig entstand im Umfeld ein Netzwerk aus Dienstleistungs- und Zulieferbetrieben, zum Beispiel für Kunststoffverarbeitung, Messgeräte- und Werkzeugbau.
Nach der Wende begann erneut eine Umbildung der Uhrenindustrie Ruhlas. Aus dem VEB Uhrenwerke Ruhla entstanden private, hochspezialisierte Klein- und Mittelbetriebe, wie Gardé Uhren und Feinmechanik Ruhla GmbH. Bis heute ist Ruhla als Uhrenstadt ein Begriff. Nebenbei haben sich zahlreiche kleine und mittelständische Unternehmen in Ruhla angesiedelt und profitieren als Zulieferer oder Dienstleister von den Erfolgen der Automobilbranche im Eisenacher Wirtschaftsraum.

### Tourismus
Ruhla ist ein staatlich anerkannter Erholungsort. Im Jahr 2005 wurden in Ruhla 25.167 Übernachtungen gezählt. Etwa 1,5 Prozent der Gäste kamen aus dem Ausland. Die durchschnittliche Aufenthaltsdauer betrug 2,3 Tage. In den Jahren von 2001 bis 2005 konnte Ruhla jährlich einen Anstieg der Übernachtungen verzeichnen, 2001 lag die Anzahl noch bei 18.701 Übernachtungen. Wie im landesweiten Trend waren die Übernachtungszahlen 2006 und 2007 leicht rückläufig. 2007 wurden 18.011 Übernachtungen gezählt, wobei die durchschnittliche Aufenthaltsdauer 2,0 Tage betrug. Seit 2012 stiegen die Übernachtungen wieder auf 36.077 im Jahr 2015 mit 2,7 Tage pro Aufenthalt.

### Verkehr

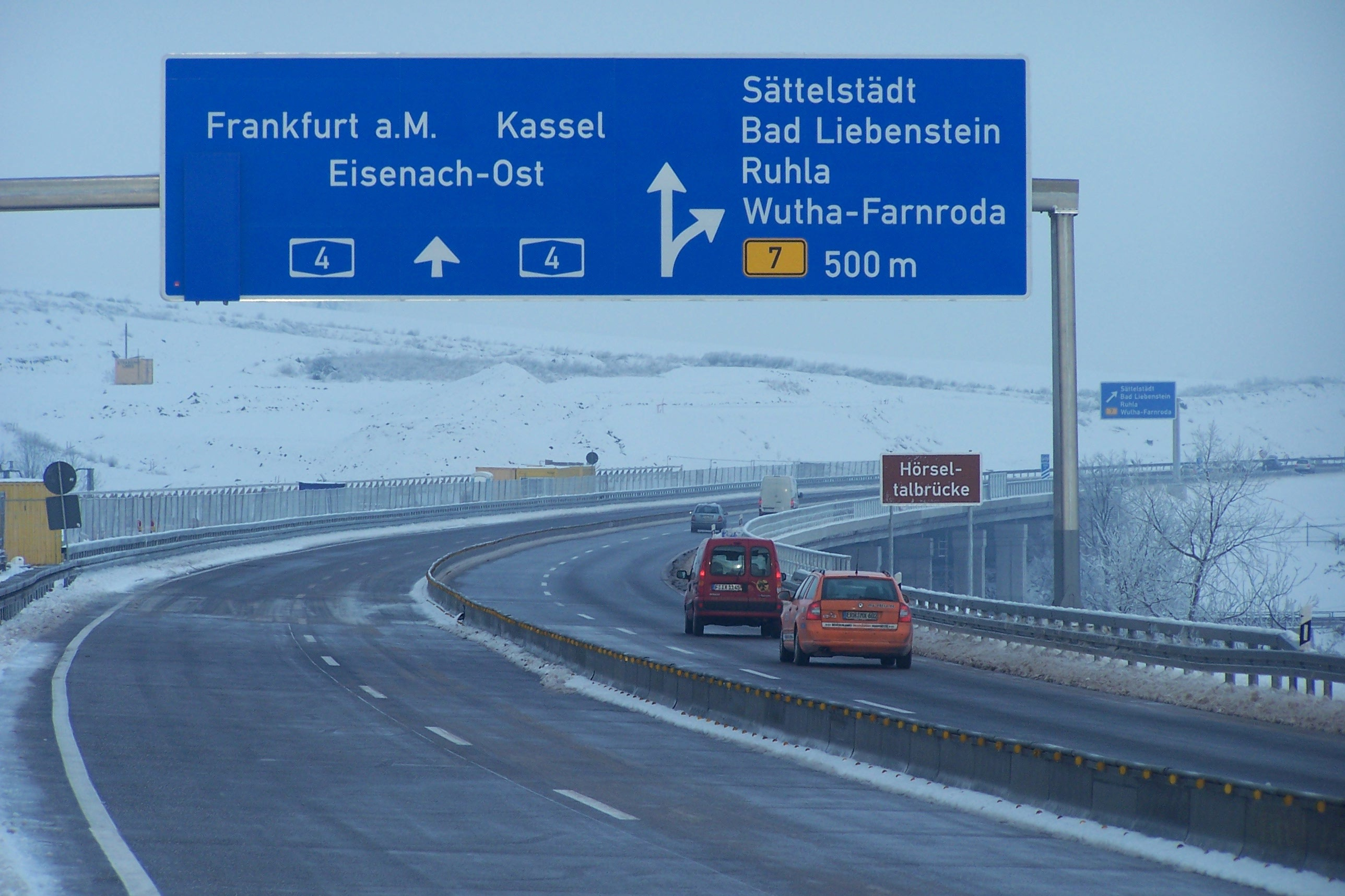
Autobahnabfahrt Sättelstädt

Im Gegensatz zur wirtschaftlichen und kulturellen Bedeutung ist Ruhla durch seine topographische Situation benachteiligt. Eingeengt in einem schmalen Tal erstreckt sich die Kernstadt auf einer Länge von über sechs Kilometern. Das innerstädtische Straßennetz besteht aus einer ausgebauten Hauptstraße (Landesstraße 2119) mit einigen Abzweigungen. Ein Problem dieser Enge war lange Zeit hoher Parkplatzmangel im Zentrum. Im Rahmen der städtebaulichen Umgestaltung und Modernisierung Mitte der 1990er Jahre mit dem planmäßigen Abriss von Industrieruinen im Stadtzentrum, konnte Schritt um Schritt mit der Innenstadtsanierung fortgefahren werden, wozu auch die Schaffung neuer Parkplätze in Form von Parkhafen und Grünanlagen gehörte.
Durch den Stadtteil Thal führt ein Abschnitt der B 88, der Ruhla mit Eisenach im Nordwesten und in östlicher Richtung über Seebach, Friedrichroda, Ohrdruf mit Ilmenau verbindet. Die Anschlussstelle Sättelstädt der Bundesautobahn 4 verbessert seit Januar 2010 auch die Verkehrsanbindung Ruhlas.
Für Ziele im Westen und Süden muss der Rennsteig an der Glasbach (Landesstraße 1027) oder der Gollert (Landesstraße 2118) überquert werden, die B 19 ist über Bad Liebenstein und Barchfeld oder über Etterwinden (Stadt Bad Salzungen) zu erreichen.
Ruhla wird durch Wartburgmobil-Buslinien mit den benachbarten Gemeinden verbunden. bedient. Die Linien führen nach Tabarz, Eisenach, Wutha und Seebach im Wartburgkreis.
Im Jahre 1880 wurde auf Betreiben der örtlichen Industrie die Aktiengesellschaft Ruhlaer Eisenbahn (Rühler Bimmel) gegründet. Die normalspurige Nebenbahn zweigte in Wutha-Farnroda (Ortsteil Wutha) von der Thüringer Bahn (Streckenabschnitt Neudietendorf–Eisenach) ab und führte 7,29 Kilometer in den Thüringer Wald hinein bis zum Endpunkt im nördlichen Teil Ruhlas, der sogenannten Bahnhofsvorstadt. Nach dem Zweiten Weltkrieg überführte das Land Thüringen die Bahn in Staatseigentum; am 1. April 1949 begann der Betrieb durch die Deutsche Reichsbahn. Dieser endete am 23. September 1967. Die Strecke wurde abgebaut. Das Bahnhofsgebäude in Ruhla wurde abgerissen. Heute befindet sich der nächste Bahnhof in Wutha-Farnroda. Ein Teil der ehemaligen Trasse wird als Radweg genutzt.
Das übrige Radwegenetz der Stadt Ruhla befindet sich noch im Aufbau, der Stadtteil Thal ist bereits mit dem Radfernweg Thüringer Städtekette und dem Hörseltalradweg verbunden. Seit April 2010 verbindet der Tannhäuser-Radweg die Orte Wutha-Farnroda mit Ruhla, Schweina, Barchfeld und Bad Salzungen. Südlich der Stadt Ruhla verläuft der 195 km lange Rennsteig-Radwanderweg sowie der Skulpturenwanderweg Pummpälzweg.

### Wasserver- und Abwasserentsorgung
Der Trink- und Abwasserverband Eisenach-Erbstromtal ist für die Wasserver- und Abwasserentsorgung auf dem gesamten Gebiet der Stadt zuständig.

### Öffentliche Einrichtungen

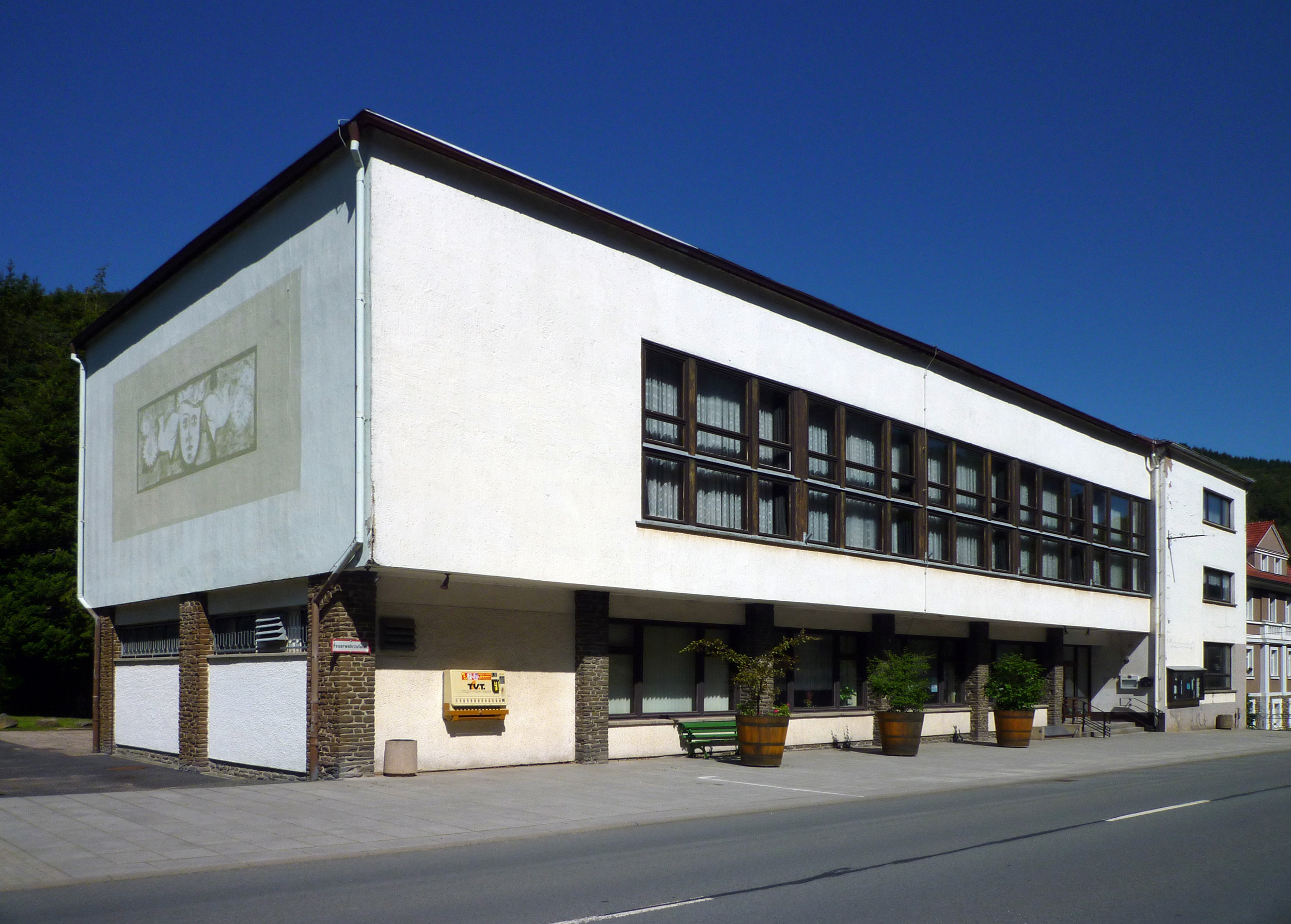
Kulturhaus Ruhla

Etwas außerhalb des Zentrums befindet sich das für Veranstaltungen genutzte Kulturhaus der Stadt in kubischen Formen. Das Gebäude wurde 1951 nach einem Entwurf von Hermann Räder eröffnet, es wurde in einer für die Epoche unübliche modernen Architektur errichtet. Ursprünglich war das Kulturhaus auf massiven Betonstelzen aufgeständert worden, wobei allerdings der untere Teil in den 1970er Jahren bei einem Umbau geschlossen wurde. Zwischen 2011 und 2014 wurde der ursprüngliche Zustand dann im Rahmen einer denkmalgerechten Sanierung aber wiederhergestellt.

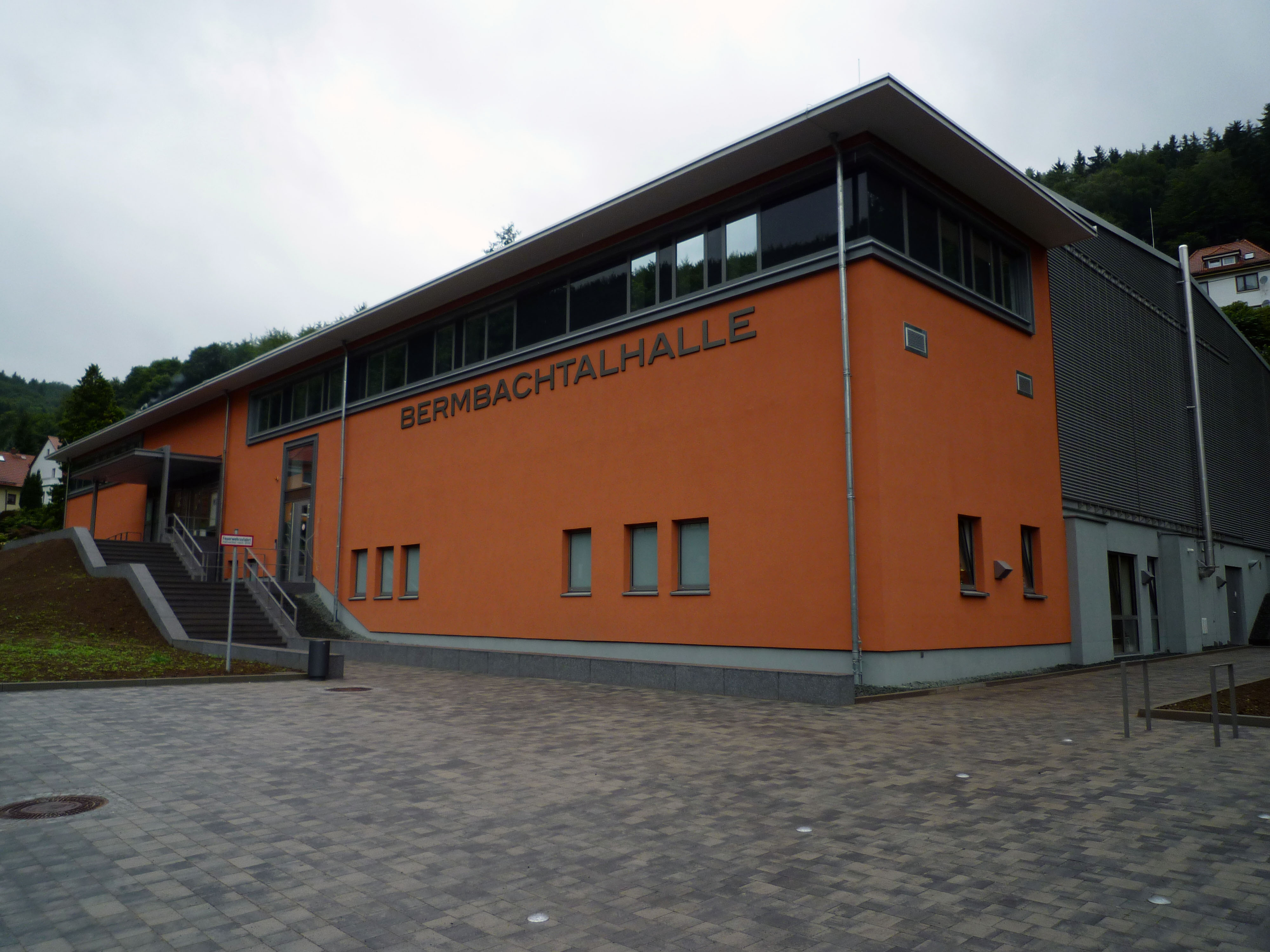
Bermbachtalhalle

Die im Jahr 2010 vollständig sanierte Bermbachtalhalle stellt nicht nur Raum für Sportveranstaltungen, sondern dient auch als Ort für kulturelle Veranstaltungen.
In Kittelsthal dient das Dorfgemeinschaftshaus als Veranstaltungsraum. Das Bauwerk wurde 2001 im Zentrum des Ortsteils errichtet.
Neben Kittelsthal befindet sich auch in Thal Standort der Freiwilligen Feuerwehr Ruhla, deren Hauptgebäude sich auf dem Ruhlaer Liesenberg befindet.
Eine Bereitschaft der Thüringer Bergwacht im DRK betreibt im Waldhaus Auerhahn am Rennsteig eine Bergrettungsstation mit Notlager für Rennsteigwanderer.

### Bildung

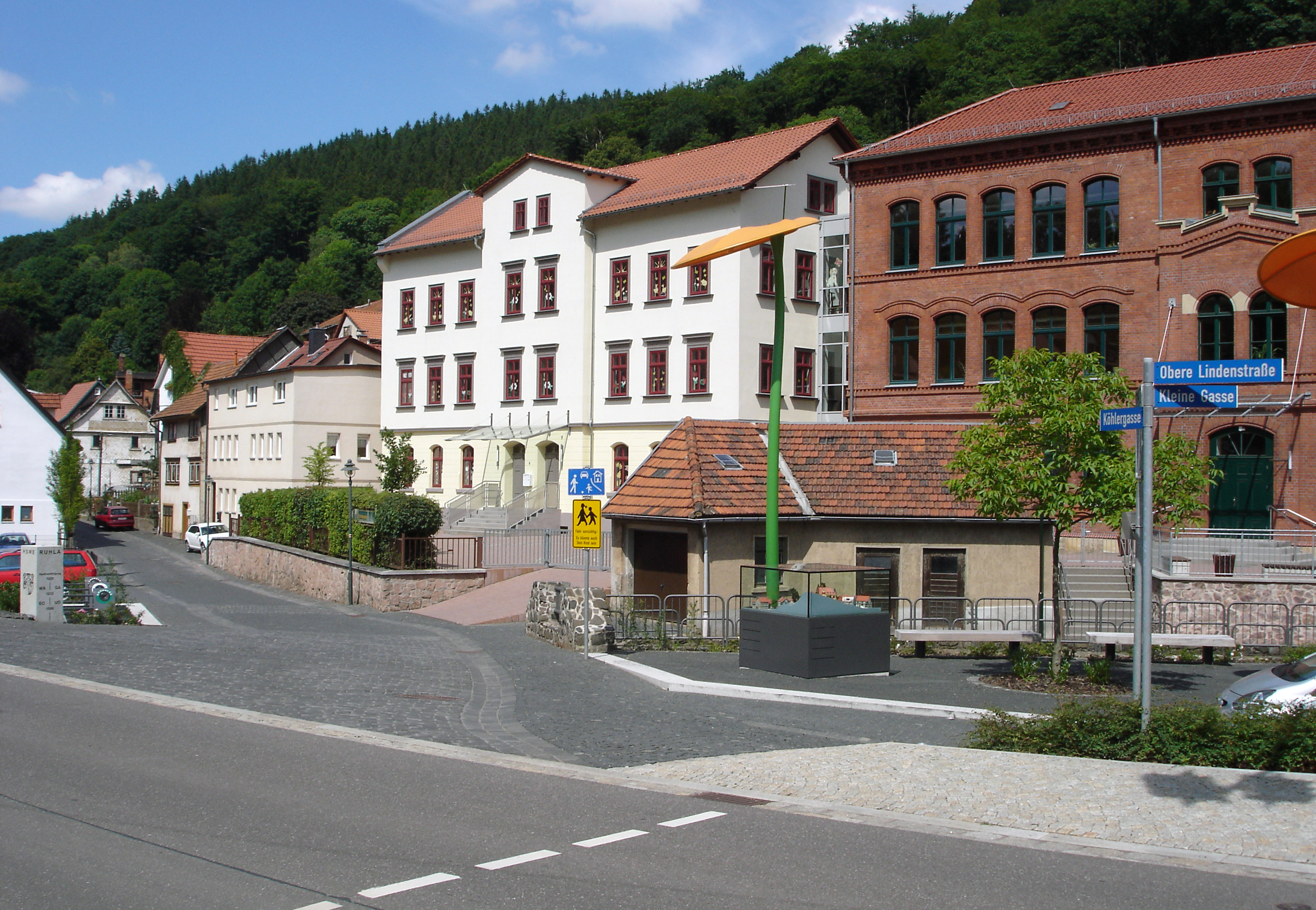
Breitenbergschule am Eingang der Köhlergasse

Die Geschichte der Ruhlaer Schulen lässt sich bis in das Jahr 1661 zurückverfolgen, die älteste Schule (im Eisenacher Teil) befand sich im Fachwerktrakt des alten Rathauses in der Carl-Gareiß-Straße, das von 1995 bis 1997 mit benachbarten Gebäuden abgerissen wurde. Der Forstwirt Gottlob König gründete 1805 die Forstschule Ruhla, die 1830 nach Eisenach umzog und dort als Großherzoglich-Sächsische Forstlehranstalt Eisenach bis 1914 Bestand hatte.
In Ruhla gibt es die Grundschule Breitenbergschule und das Albert-Schweitzer-Gymnasium als weiterführende Schule. Das Albert-Schweitzer-Gymnasium mit über 400 Schülern ist ein mathematisch-naturwissenschaftlich orientiertes Gymnasium mit Informatik und Wintersport als weiteren Schwerpunkten. Der Einzugsbereich reicht von Hörsel bis Bad Liebenstein. Die Schule entstand 1951 als Internat in einem ehemaligen Hotelgebäude. Die Ausbildung zum Abitur begann im darauffolgenden Jahr. Nahe dem Gymnasium befindet sich die Stadt- und Gymnasialbibliothek.

## Persönlichkeiten
Die Stadt Ruhla zählt mehrere Ehrenbürger, darunter der Bergbauingenieur und Geophysiker Rudolf Meinhold (1911–1999), welcher 1996 diese Auszeichnung seiner Heimatstadt erhielt. Neben dem ehemaligen Oberschullehrer Otfried Blumenstein (1920–2018) und Ortschronisten Lotar Köllner (1929–2016) sind des Weiteren Friedrich Lux, Marko Baacke, Ron Spanuth und Juliane Seyfarth im Ehrenbuch Ruhlas eingetragen.

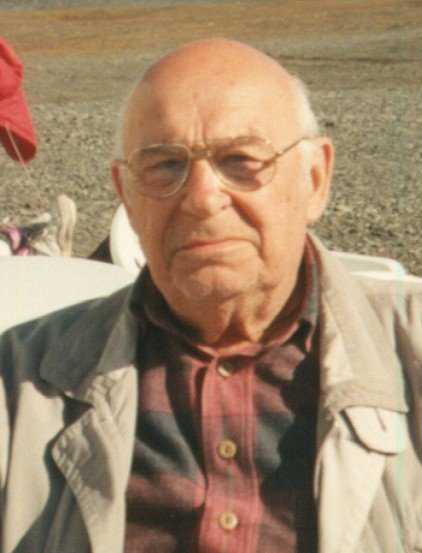
Der Ruhlaer Ehrenbürger Rudolf Meinhold

In Ruhla geboren und aufgewachsen ist der Orgelvirtuose und Komponist Friedrich Lux (1820–1895), der seine Heimatstadt mit einer Oper über die Sage des Ruhlaer Schmiedes beehrte. Er schrieb ferner eine Missa brevis, Festouvertüren, zahlreiche Orgelstücke, drei Streichquartette und ein Klaviertrio.
Der Schriftsteller und Weltreisende Alexander Ziegler wurde 1822 in Ruhla geboren und starb 1887 in Wiesbaden. Er verfasste zahlreiche Reiseberichte und Abhandlungen, beispielsweise Skizzen einer Reise durch Nordamerika und Westindien unter besonderer Berücksichtigung des Staates Wisconsin (1848).
Der ehemalige Skispringer Dieter Neuendorf (* 1940 in Ruhla) wurde 1966 in Oslo Vizeweltmeister, des Weiteren gewann er Wettbewerbe am Holmenkollen und siegte bei Skiflugveranstaltungen.
In Ruhla aufgewachsen ist der ehemalige nordische Kombinierer Marko Baacke. Er war zweimal Deutscher Jugendmeister, zweimal Deutscher Juniorenmeister, zweimal Vize-Juniorenweltmeister und wurde im Jahre 2001 in Lahti mit 21 Jahren Weltmeister im Sprint. Wegen eines schweren Sturzes beim Skispringen am 20. November 2001, wo ihm die Milz und eine Niere entfernt werden mussten, beendete er nach einem Comeback mit Worldcup-Starts und Weltmeisterschafts-Teilnahme im September 2004 seine Karriere.
Auch Ron Spanuth wuchs in Ruhla auf, er gewann 2001 Bronze mit der Deutschen Langlaufstaffel bei den Nordischen Skiweltmeisterschaften in Lahti.
Eine weitere Skisportlerin aus Ruhla, die bisher viele Erfolge verzeichnen kann, ist Juliane Seyfarth. Sie wurde 2003 und 2004 Deutsche Schülermeisterin im Skispringen und 2004 Deutsche Meisterin im Damenskispringen. Im Februar 2006 gewann sie als 15-Jährige das erste Weltmeisterschaftsspringen der Damen bei den 30. Junioren-Weltmeisterschaften. 2018 ist Seyfarth als erste Frau zur Ehrenbürgerin von Ruhla ernannt worden. Anfang 2019 wurde sie bei den Nordischen Skiweltmeisterschaften zweifache Weltmeisterin, kurze Zeit später gewann sie die erste Auflage der Blue-Bird-Tour.